# Bầu cử tổng thống Hoa Kỳ 1892
Cuộc bầu cử tổng thống Hoa Kỳ năm 1892 là cuộc bầu cử tổng thống bốn năm một lần lần thứ 27, được tổ chức vào thứ Ba, ngày 8 tháng 11 năm 1892. Nó là trận tái đấu của cuộc bầu cử tổng thống sít sao năm 1888, cựu Tổng thống của Đảng Dân chủ Grover Cleveland đã đánh bại Tổng thống đương nhiệm của Đảng Cộng hòa Benjamin Harrison. Chiến thắng của Cleveland khiến ông trở thành người đầu tiên trong lịch sử Hoa Kỳ đã thắng cử 2 nhiệm kỳ không liên tiếp cho đến năm năm 2024 với Donald Trump trở thành người thứ 2 đã thắng cử 2 nhiệm kỳ không liên tiếp. Đây cũng là lần đầu tiên trong số 2 lần mà Tổng thống đương nhiệm thua trong 2 cuộc bầu cử liên tiếp — lần thứ 2 là khi Jimmy Carter đánh bại Tổng thống Gerald Ford năm 1976, và sau đó bản thân ông khi là Tổng thống đã thất cử trước Ronald Reagan năm 1980 .
Đây là lần đầu tiên một tổng thống của Đảng Cộng hòa thất bại trong chiến dịch tái tranh cử. Thất bại của Harrison cũng là lần thứ 2 một Tổng thống đắc cử 2 lần thua phiếu phổ thông, lần đầu tiên là John Quincy Adams vào những năm 1820. Điều này sẽ không được lặp lại cho đến khi Donald Trump thua phiếu phổ thông vào năm 2016 và 2020. Cuộc bầu cử này chứng kiến cuộc tái đấu thứ 4 trong lịch sử bầu cử tổng thống.
Mặc dù một số đảng viên Cộng hòa phản đối việc tái đề cử Harrison, nhưng ông đã đánh bại James G. Blaine và William McKinley trong lần bỏ phiếu đầu tiên tại Đại hội toàn quốc Đảng Cộng hòa năm 1892. Trong khi đó, Cleveland đã đánh bại David B. Hill và Horace Boies trong lần bỏ phiếu đầu tiên tại Đại hội toàn quốc Đảng Dân chủ năm 1892, trở thành ứng cử viên Tổng thống đầu tiên và là đảng viên Đảng Dân chủ đầu tiên giành được đề cử Tổng thống của đảng mình trong 3 cuộc bầu cử khác nhau. Ngoài ra, các nhóm như The Grange và Hiệp sĩ Lao động đã cùng nhau thành lập một đảng mới gọi là Đảng Dân túy. Nó đề cử một liên danh với James B. Weaver từ Iowa tranh cử Tổng thống.
Chiến dịch tập trung chủ yếu vào các vấn đề kinh tế, đặc biệt là Biểu thuế McKinley năm 1890 ủng hộ bảo hộ mậu dịch. Cleveland vận động với cam kết giảm thuế và phản đối đề xuất về quyền bầu cử năm 1890 của Đảng Cộng hòa. Ông cũng là người ủng hộ chế độ bản vị vàng, trong khi Đảng Cộng hòa và Đảng Dân túy đều ủng hộ chế độ bản vị lưỡng kim.
Cleveland đã thắng tất cả các bang miền Nam và giành chiến thắng ở một số bang dao động quan trọng, chiếm đa số trong phiếu đại cử tri và đa số phiếu phổ thông. Weaver đã giành được 8,5% số phiếu phổ thông và giành chiến thắng ở một số bang miền Tây, trong khi John Bidwell của Đảng Cấm rượu giành được 2,2% số phiếu phổ thông. Đảng Dân chủ đã không giành được chiến thắng trong bất kỳ một cuộc bầu cử tổng thống nào khác cho đến năm 1912.

## Đề cử

### Đề cử của Đảng Dân chủ
| Đề cử của Đảng Dân chủ năm 1892      |                                                     |
| Grover Cleveland                     | Adlai Stevenson                                     |
| cho Tổng thống                       | cho Phó Tổng thống                                  |
|                                      |                                                     |
| Tổng thống Hoa Kỳ thứ 22 (1885–1889) | Trợ lý Giám đốc Bưu cục Hoa Kỳ thứ nhất (1885–1889) |
| Chiến dịch                           |                                                     |
|                                      |                                                     |

Đến đầu năm 1892, nhiều người Mỹ đã quay sang ủng hộ các chính sách chính trị dưới thời Cleveland. Mặc dù ông là người dẫn đầu rõ ràng cho đề cử Tổng thống của đảng Dân chủ, nhưng ông vẫn chưa được nhiều người ủng hộ đảng ủng hộ; nhiều người, chẳng hạn như các nhà báo Henry Watterson và Charles Anderson Dana, nghĩ rằng nếu ông giành được đề cử, đảng của họ sẽ thua vào tháng 11, nhưng thực tế cho thấy ít ai có đủ khả năng để đánh bại ông. Mặc dù Cleveland không ủng hộ bản vị lưỡng kim, các đảng viên Đảng Dân chủ tại Thượng viện vào tháng 1 năm 1891 đã bỏ phiếu ủng hộ việc đúc bạc tự do. Giận dữ, ông gửi một lá thư cho Ellery Anderson, người đứng đầu Câu lạc bộ Cải cách New York, để lên án những động thái của đảng ông là sẽ dẫn đến lạm phát và kiểm soát nông nghiệp, "đây là một thử nghiệm nguy hiểm và liều lĩnh về việc đúc bạc tự do tại các xưởng đúc tiền của chúng ta." Các cố vấn cảnh báo rằng những tuyên bố như vậy có thể làm phật lòng những người ủng hộ tiềm năng ở miền Nam và miền Tây và thách thức cơ hội được đề cử của ông, nhưng Cleveland cảm thấy rằng có quan điểm đúng đắn trong các vấn đề quan trọng hơn việc giành được đề cử. Sau khi nói rõ quan điểm của mình, ông tập trung chiến dịch vào vấn đề cải cách thuế quan, hy vọng rằng vấn đề bạc tự do sẽ hạ nhiệt.
David B. Hill, cựu thống đốc và thượng nghị sĩ đương nhiệm của New York, ban đầu nổi lên là người thách thức cơ hội đề cử của Cleveland. Ủng hộ bản vị lưỡng kim và cải cách thuế quan, Hill hy vọng sẽ thu hút được những người ủng hộ Cleveland đồng thời thu hút những người ở miền Nam và Trung Tây, những người không muốn Cleveland giành được đề cử lần thứ 3 liên tiếp. Hill đã bắt đầu tranh cử vị trí Tổng thống ngay từ năm 1890, và thậm chí còn đề nghị cựu Giám đốc Bưu cục Donald M. Dickinson tranh cử Phó Tổng thống cùng mình. Nhưng ông không thể thoát khỏi mối liên hệ trong quá khứ với nhóm Tammany Hall, cũng như thực tế ông không nhận đủ tin tưởng có thể đánh bại Cleveland để giành đề cử đã khiến Hill không thu được sự ủng hộ mà ông hy vọng. Vào thời điểm diễn ra đại hội, Cleveland dường như chắc chắn sẽ được đa số đảng Dân chủ ủng hộ, mặc dù quê hương New York của ông vẫn cam kết ủng hộ Hill.
Trong chiến thắng sít sao ở lần bỏ phiếu đầu tiên, Cleveland đã nhận được 617,33 phiếu bầu, nhiều hơn mức cần thiết chỉ 10 phiếu, so với 114 phiếu cho Hill, 103 phiếu cho Thống đốc Horace Boies của Iowa, một người theo chủ nghĩa dân túy và cựu đảng viên Đảng Cộng hòa,... Mặc dù chiến dịch của Cleveland ủng hộ Isaac P. Gray từ Indiana làm Phó Tổng thống, nhưng Cleveland lại hướng sự ủng hộ của riêng mình tới Adlai E. Stevenson I từ Illinois. Stevenson ủng hộ việc sử dụng đồng bạc xanh và bạc tự do để giảm giá tiền cũng như giảm bớt khó khăn kinh tế ở các vùng nông thôn, Stevenson đã cân bằng quan điểm chính trị trong liên danh với Cleveland, người ủng hộ tiền cứng và bản vị vàng. Đồng thời, người ta hy vọng rằng việc đề cử ông thể hiện lời hứa không bỏ qua những người ủng hộ chính thống, và do đó có khả năng khiến Hill và Tammany Hall ủng hộ hết mình liên danh của Đảng Dân chủ trong cuộc bầu cử sắp tới.

### Đề cử của Đảng Cộng hòa
| Đề cử của Đảng Cộng hòa năm 1892     |                                           |
| Benjamin Harrison                    | Whitelaw Reid                             |
| cho Tổng thống                       | cho Phó Tổng thống                        |
|                                      |                                           |
| Tổng thống Hoa Kỳ thứ 23 (1889–1893) | Đại sứ Hoa Kỳ tại Pháp thứ 28 (1889–1892) |
|                                      |                                           |

Chính quyền của Benjamin Harrison được nhiều người coi là không thành công, và kết quả là Thomas C. Platt (một ông trùm chính trị ở New York) và các nhà lãnh đạo đảng bất mãn khác đã phát động một phong trào phản đối Harrison và ủng hộ ứng cử viên kỳ cựu James G. Blaine từ Maine, một ứng cử viên được yêu thích của các quan chức chính thống của đảng Cộng hòa. Blaine từng là ứng cử viên của Đảng Cộng hòa năm 1884, ở đó, ông thua Cleveland.
Về mặt cá nhân, Harrison không muốn tái tranh cử, nhưng ông vẫn phản đối việc đề cử Blaine, người mà ông tin rằng có ý định tranh cử và cho rằng mình là ứng cử viên duy nhất có khả năng ngăn chặn điều đó. Tuy nhiên, Blaine không muốn tham gia một "cuộc chiến" giành đề cử khác cũng như trận tái đấu với Cleveland trong cuộc tổng tuyển cử. Sức khỏe của ông bắt đầu suy yếu và ba người con của ông vừa qua đời (Walker và Alice năm 1890, và Emmons năm 1892). Blaine từ chối tranh cử, nhưng cách ông biểu hiện không thể hiện điều đó, đã làm dấy lên suy đoán rằng ông ấy có tham vọng tranh cử. Sau đó, Harrison thẳng thừng yêu cầu Blaine hoặc là từ bỏ những người ủng hộ mình hoặc là từ chức Ngoại trưởng, và Blaine chọn từ chức Ngoại trưởng chỉ 3 ngày trước Đại hội toàn quốc.
Thượng nghị sĩ John Sherman của Ohio, người từng là ứng cử viên hàng đầu cho đề cử tại Đại hội Đảng Cộng hòa năm 1888 trước khi Harrison giành được nó, cũng được coi là một đối thủ tiềm năng. Tuy nhiên, giống như Blaine, ông không thích một cuộc chiến gay gắt khác để giành được đề cử và "giống như những người nổi dậy ở miền Nam, ông muốn được yên." Điều này chắc chắn đã hướng sự chú ý đến Thống đốc Ohio William McKinley, người chưa rõ có ra tranh cử hay không mặc dù có cảm tình không tốt với Harrison. Dù không phản đối việc giành được đề cử nhưng ông không mong mình sẽ giành được nó. Tuy nhiên, nếu Blaine và Harrison không giành được đề cử sau một số lần bỏ phiếu, ông ấy sẽ ra tranh cử với tư cách ứng cử viên thỏa hiệp. Bất chấp sự thúc giục của nhà môi giới quyền lực của Đảng Cộng hòa Mark Hanna, McKinley không tự coi mình là một ứng cử viên vì sợ làm mất lòng những người ủng hộ Harrison và Blaine, đồng thời cảm thấy rằng cuộc bầu cử sắp tới sẽ không có lợi cho Đảng Cộng hòa.
Dù thế nào đi nữa, chiến dịch của Harrison đã chốt được đề cử vào thời điểm các đại biểu gặp nhau ở Minneapolis, Minnesota, từ ngày 7 đến 10 tháng 6 năm 1892. Richard Thomas từ Indiana đã có bài phát biểu đề cử Harrison. Harrison được đề cử ở lần bỏ phiếu đầu tiên với 535,17 phiếu bầu, McKinley 182, Blaine 181,83, số còn lại rải rác. McKinley lập tức phản đối khi phái đoàn Ohio bỏ toàn bộ số phiếu của mình cho ông, mặc dù không được chính thức đề cử, nhưng Joseph B. Foraker, người đứng đầu phái đoàn, đã cố gắng khiến ông im lặng sau khi kêu gọi trật tự trong khán phòng. Khi số phiếu được kiểm, nhiều nhà quan sát đã rất ngạc nhiên trước sức mạnh của McKinley, khi đã sít sao vượt qua phiếu của Blaine. Whitelaw Reid của New York, biên tập viên của New York Tribune và là Đại sứ Hoa Kỳ tại Pháp, được đề cử làm Phó Tổng thống. Phó Tổng thống đương nhiệm, Levi P. Morton, dù được nhiều người tại đại hội ủng hộ, bao gồm cả bản thân Reid, nhưng Morton không muốn phục vụ một nhiệm kỳ khác, vì ông đang có ý định tranh cử thống đốc New York vào năm 1894. Bản thân Harrison cũng không muốn Morton được đề cử.

### Đề cử của Đảng Nhân dân (Đảng Dân túy)
| Đề cử của Đảng Nhân dân năm 1892                       |                                            |
| James B. Weaver                                        | James G. Field                             |
| cho Tổng thống                                         | cho Phó Tổng thống                         |
|                                                        |                                            |
| Dân biểu Hoa Kỳ từ khu 6, Iowa (1879–1881 & 1885–1889) | Tổng chưởng lý Virginia thứ 13 (1877–1882) |

Các ứng cử viên của Đảng Dân túy:
- James B. Weaver, cựu Dân biểu Hoa Kỳ từ Iowa
- James H. Kyle, Thượng nghị sĩ Hoa Kỳ từ Nam Dakota
- Leonidas L. Polk, cựu Dân biểu từ Bắc Carolina
- Walter Q. Gresham, Thẩm phán Tòa án Phúc thẩm từ Indiana

#### Thư viện ảnh các ứng cử viên

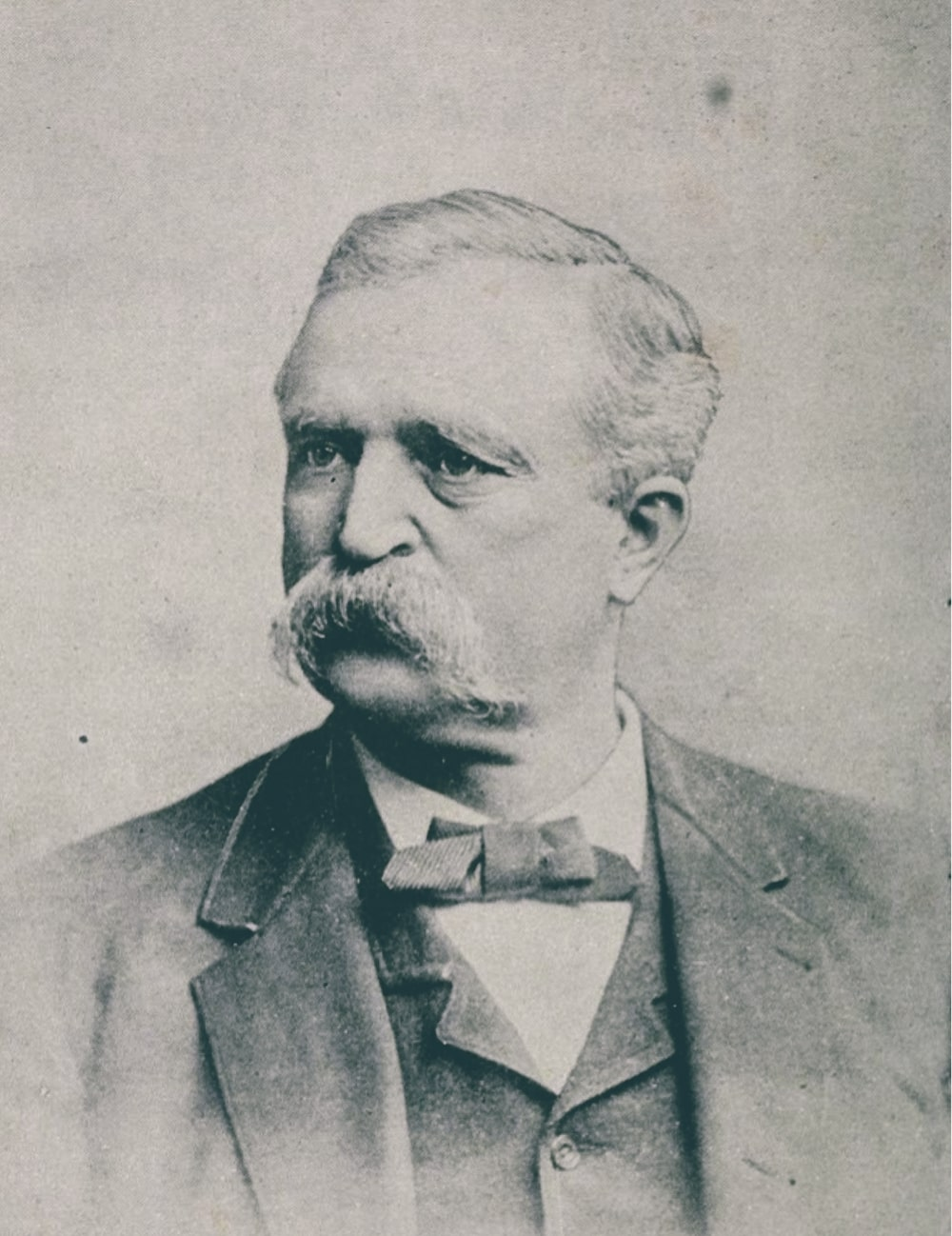
James B. Weaver từ Iowa
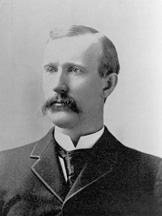
Thượng nghị sĩ James H. Kyle từ South Dakota
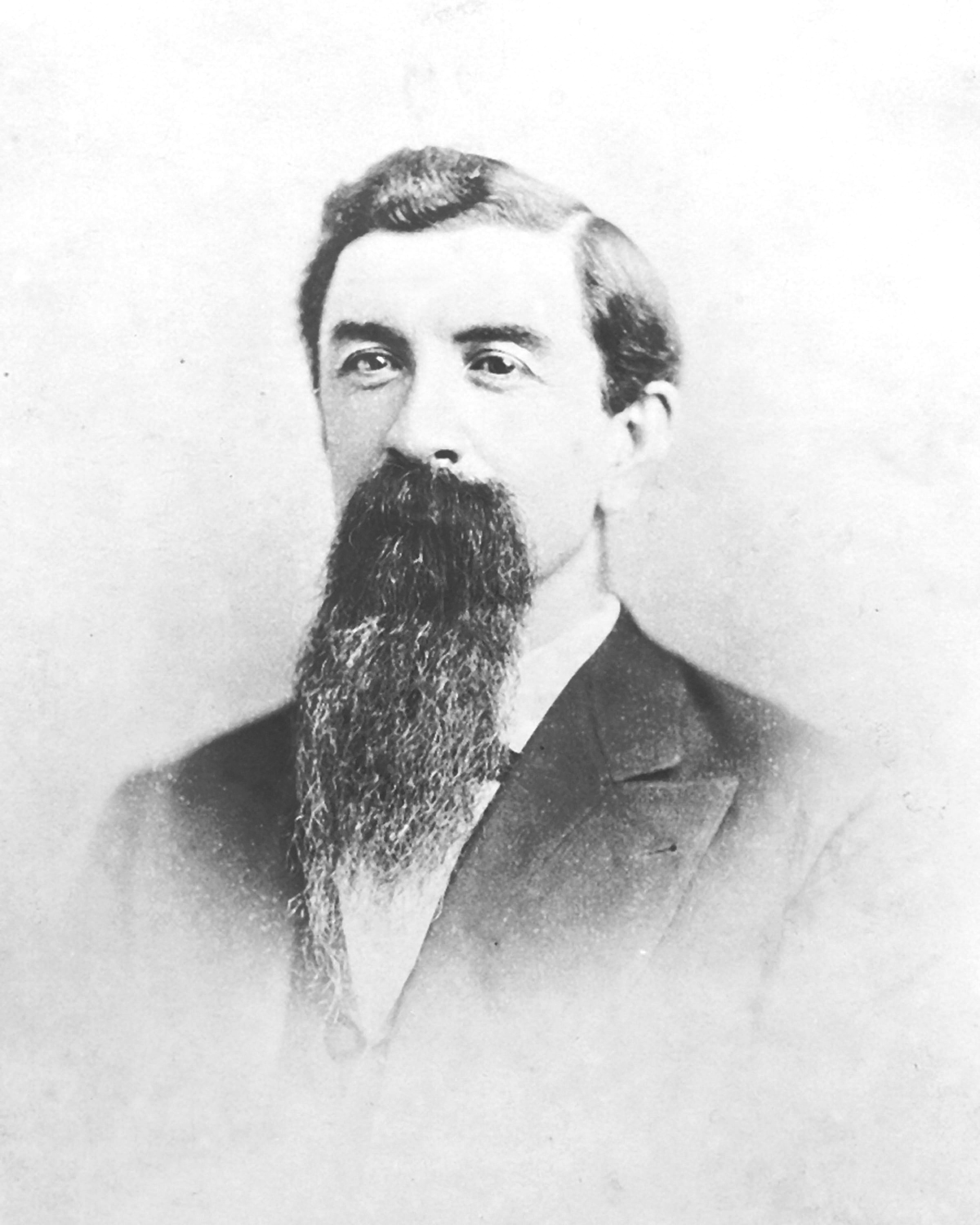
Leonidas L. Polk từ North Carolina (mất 11/6/1892)
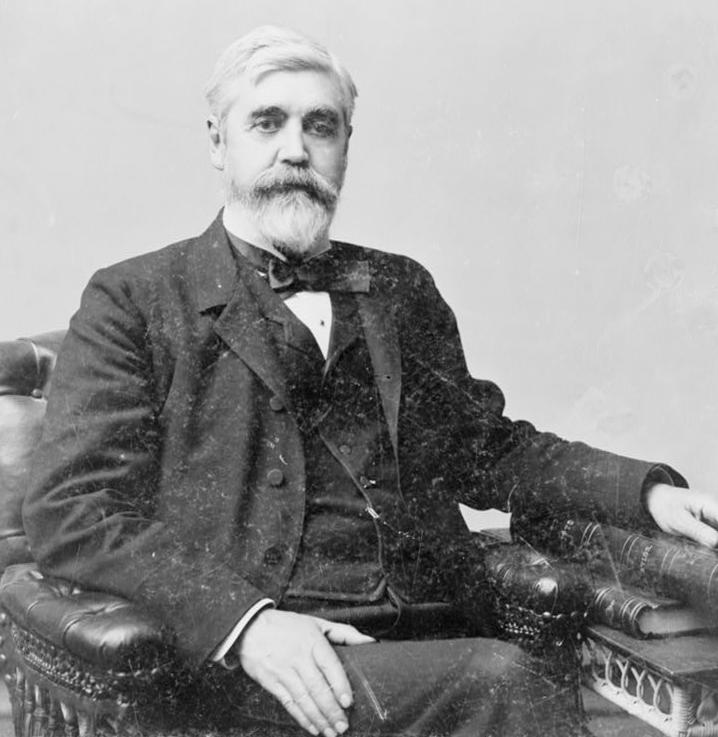
Thẩm phán Tòa án Phúc thẩm Walter Q. Gresham từ Indiana (từ chối tranh cử)

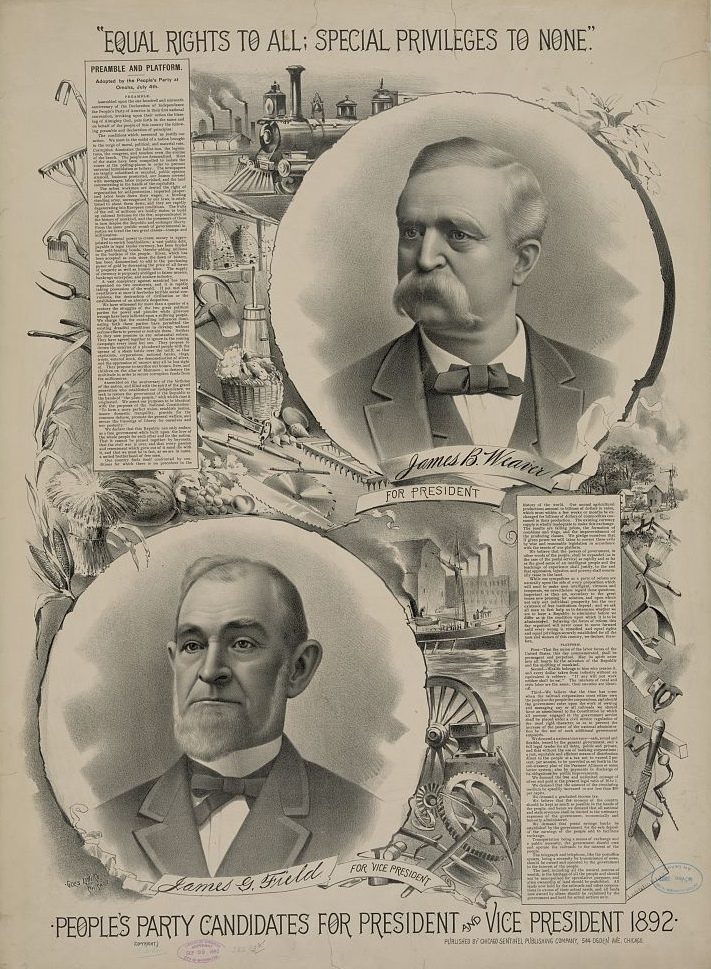
Áp phích chiến dịch của Weaver/Field

Năm 1891, liên minh nông dân Hoa Kỳ gặp gỡ các đại biểu từ các nhóm lao động và cải cách ở Cincinnati, Ohio để thảo luận về việc thành lập một đảng chính trị mới. Họ thành lập Đảng Nhân dân, thường được gọi là "Đảng Dân túy" một năm sau tại St. Louis, Missouri.
Leonidas L. Polk là người dẫn đầu cho đề cử Tổng thống. Ông là người có công trong việc thành lập đảng và có sức hấp dẫn lớn với khối nông dân trong đảng, nhưng ông bất ngờ qua đời khi đang ở Washington, DC vào ngày 11 tháng 6. Một ứng cử viên khác phù hợp để đề cử là Walter Q. Gresham, một Thẩm phán Tòa án Phúc thẩm, người đã đưa ra một số phán quyết chống lại ngành đường sắt khiến ông được khối nông dân và khối lao động yêu thích, và người ta cảm thấy rằng hình ảnh trang nghiêm của ông sẽ khiến ông được chú ý hơn chỉ là ứng cử viên của một đảng nhỏ. Cả Đảng Dân chủ và Đảng Cộng hòa đều lo ngại đề điều này, và trong khi Gresham chưa chốt quyết định, cuối cùng ông vẫn chưa sẵn sàng cắt đứt hoàn toàn với 2 đảng lớn, từ chối tham gia tranh đề cử ngay trước và trong Đại hội Đảng Dân túy. Sau đó, ông ủng hộ Grover Cleveland.
Tại đại hội toàn quốc của Đảng Dân túy ở Omaha, Nebraska, vào tháng 7 năm 1892, James B. Weaver từ Iowa đã được đề cử làm Tổng thống trong lần bỏ phiếu đầu tiên khi không gặp bất kỳ sự phản đối lớn nào. Mặc dù việc đề cử ông mang lại kinh nghiệm vận động tranh cử trong nhiều thập kỷ của ông cho đảng, nhưng cũng vì thế mà ông dễ bị Đảng Cộng hòa và Đảng Dân chủ công kích, và ông còn có thể khiến làm phật lòng những người ủng hộ tiềm năng ở miền Nam, vì đã từng tham gia Cuộc tiến quân ra biển của Sherman. James G. Field từ Virginia được đề cử làm Phó Tổng thống để cố gắng khắc phục vấn đề này đồng thời đạt được sự cân bằng về vùng miền thường thấy ở các liên danh của Đảng Cộng hòa và Đảng Dân chủ.
| Phiếu bầu ứng cử viên Tổng thống | Phiếu bầu ứng cử viên Tổng thống | Phiếu bầu ứng cử viên Phó Tổng thống | Phiếu bầu ứng cử viên Phó Tổng thống |
| Lần bỏ phiếu                     | 1                                | Lần bỏ phiếu                         | 1                                    |
| James B. Weaver                  | 995                              | James G. Field                       | 733                                  |
| James H. Kyle                    | 265                              | Ben Stockton Terrell                 | 554                                  |
| Seymour F. Norton                | 1                                |                                      |                                      |
| Mann Page                        | 1                                |                                      |                                      |
| Leland Stanford                  | 1                                |                                      |                                      |

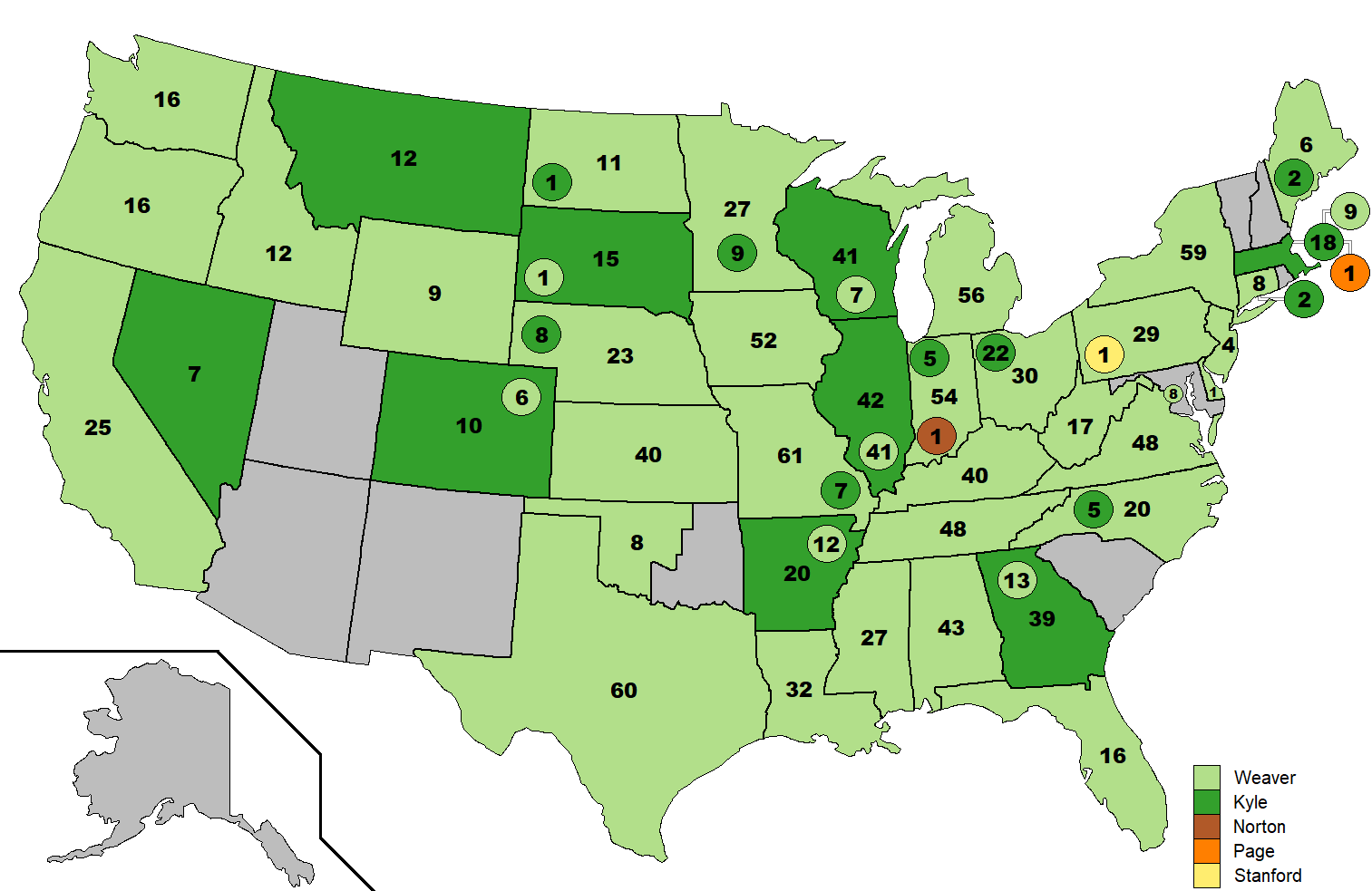
Phiếu bầu ứng cử viên Tổng thống lần đầu
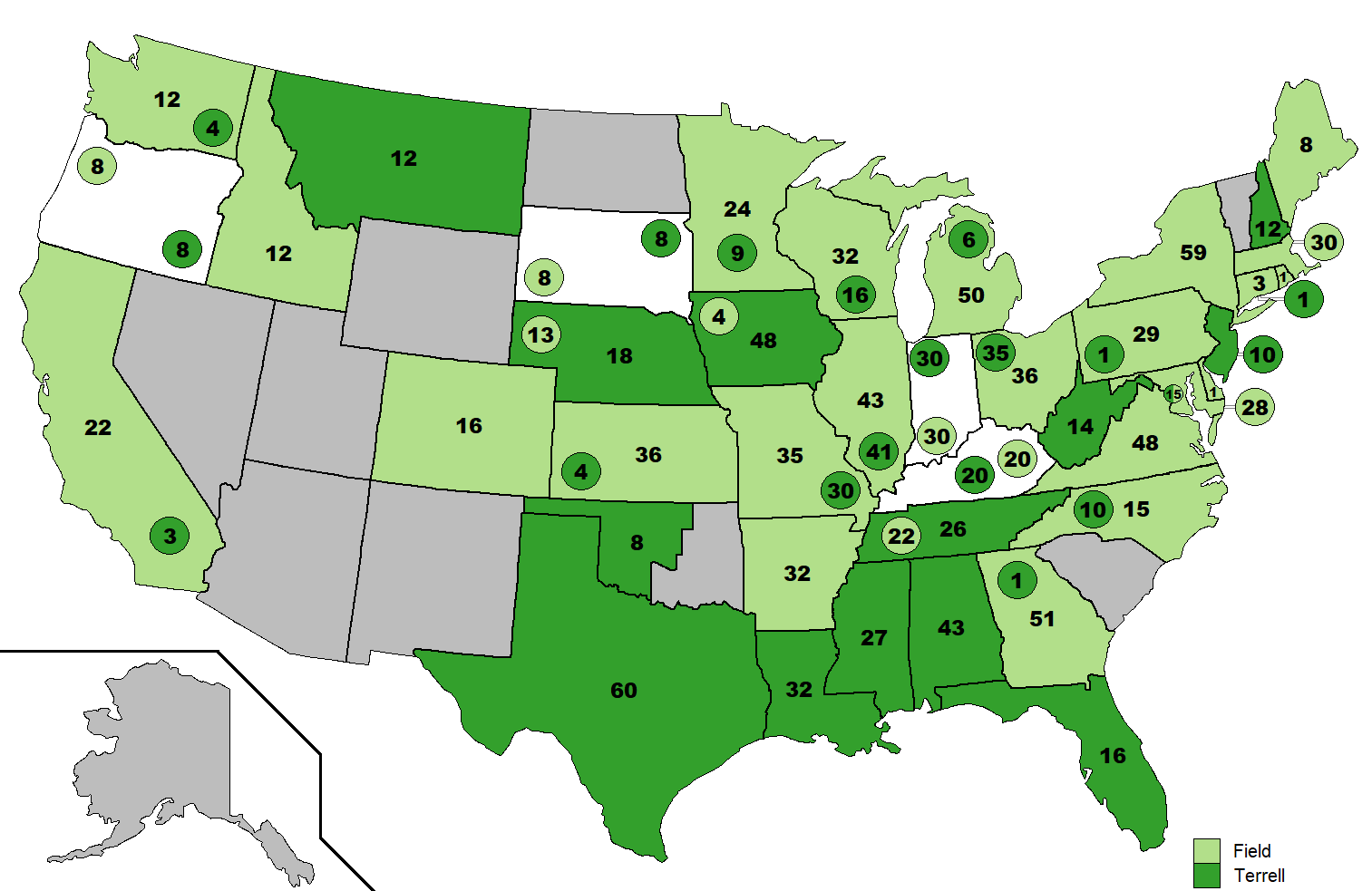
Phiếu bầu ứng cử viên Phó Tổng thống lần đầu

Cương lĩnh Đảng Dân túy kêu gọi quốc hữu hóa điện báo, điện thoại và đường sắt, tự do đúc tiền bạc, đánh thuế thu nhập theo từng cấp độ và thành lập các ngân hàng tiết kiệm cho ngành bưu chính.

### Đề cử của Đảng Cấm rượu
Ứng viên của Đảng Cấm rượu:
- John Bidwell, cựu Dân biểu Hoa Kỳ từ California
- Gideon T. Stewart, Chủ tịch Đảng Cấm rượu từ Ohio
- William Jennings Demorest, nhà xuất bản tạp chí đến từ New York

#### Thư viện ảnh các ứng cử viên

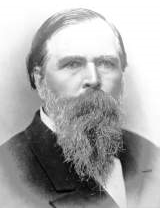
John Bidwell từ California
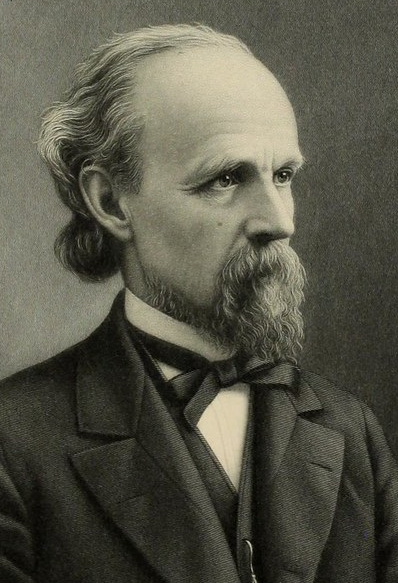
Chủ tịch Đảng Cấm rượu Gideon T. Stewart từ Ohio
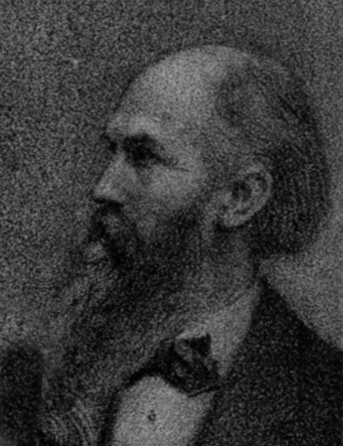
Nhà xuất bản tạp chí William J. Demorest từ New York

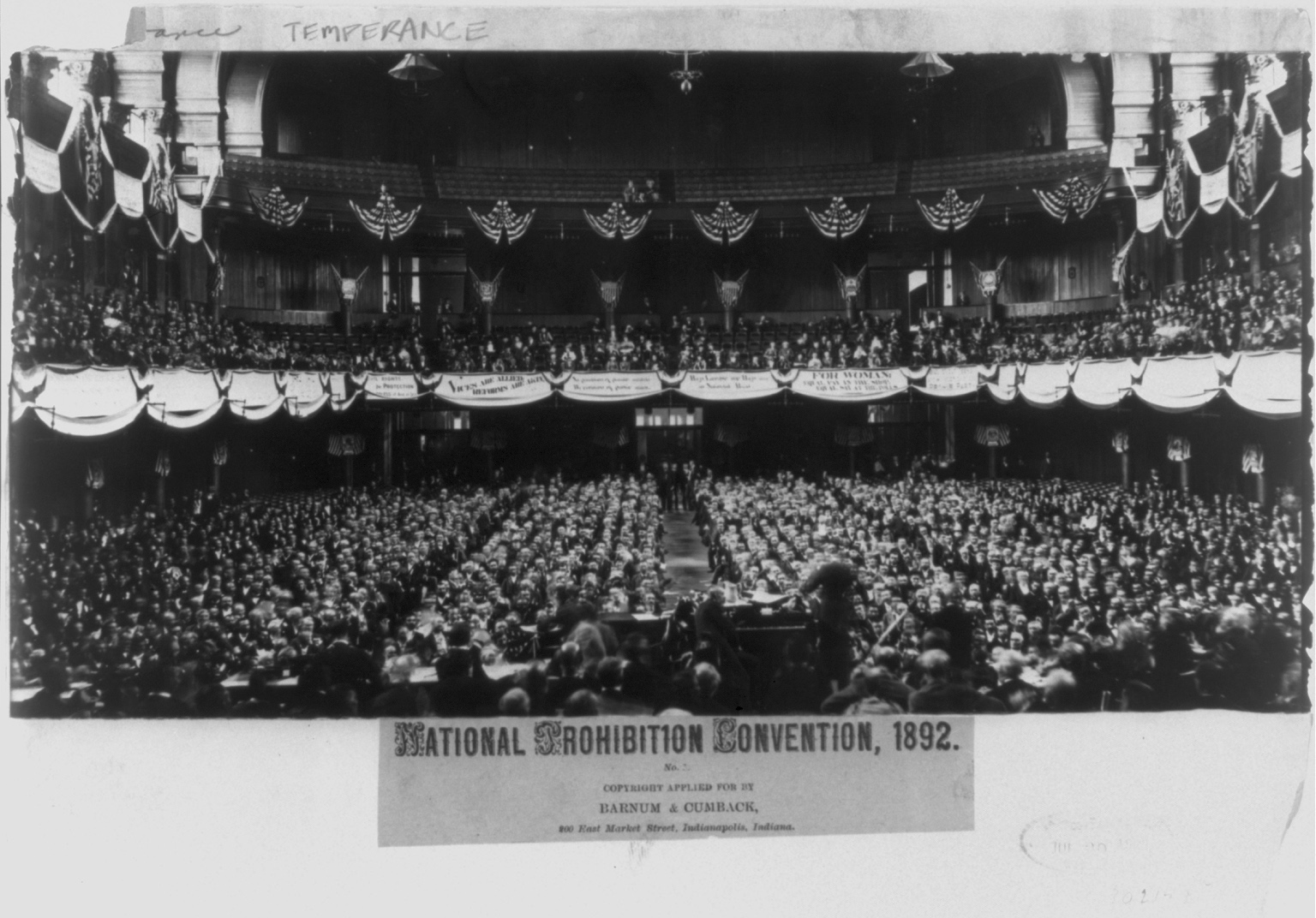
Đại hội Đảng Cấm rượu, Cincinnati, Ohio, 1892.

Đại hội toàn quốc của Đảng Cấm rượu được tổ chức tại Hội trường Âm nhạc ở Cincinnati, Ohio. Có 972 đại biểu có mặt từ tất cả các bang ngoại trừ Louisiana và Nam Carolina.
Hai câu chuyện chính về đại hội đã xuất hiện trước khi nó diễn ra. Đầu tiên, một số thành viên của ủy ban toàn quốc đã tìm cách hợp nhất Đảng Cấm rượu và Đảng Dân túy. Mặc dù có khả năng việc sáp nhập sẽ thành hiện thực nhưng rõ ràng là điều đó sẽ không xảy ra vào thời điểm đại hội được triệu tập. Thứ hai, các bang miền Nam cử một số đại biểu da đen tới đại hội. Tuy nhiên, các khách sạn ở Cincinnati từ chối phục vụ bữa ăn cho người da đen và người da trắng cùng lúc, và một số khách sạn từ chối phục vụ hoàn toàn các đại biểu da đen.
Đại hội đã đề cử John Bidwell từ California làm Tổng thống trong lần bỏ phiếu đầu tiên. Trước đại hội, cuộc đua được cho là sẽ sít sao giữa Bidwell và William Jennings Demorest, nhưng phái đoàn New York tỏ ra khó chịu với Demorest và quay sang ủng hộ Bidwell với tỷ số 73–7. James B. Cranfill từ Texas đã được đề cử làm Phó Tổng thống trong lần bỏ phiếu đầu tiên với 417 phiếu bầu trong khi 351 phiếu cho Joshua Levering từ Maryland và 45 phiếu cho những người khác.
| Phiếu bầu ứng cử viên Tổng thống |     |
| Lần bỏ phiếu                     | 1   |
| John Bidwell                     | 590 |
| Gideon T. Stewart                | 179 |
| William Jennings Demorest        | 139 |
| H. Clay Bascom                   | 3   |

### Đề cử của Đảng Lao động Xã hội
Đại hội toàn quốc của Đảng Lao động Xã hội được tổ chức tại Thành phố New York và mặc dù kêu gọi bãi bỏ các chức vụ Tổng thống và Phó Tổng thống nhưng họ vẫn quyết định đề cử các ứng cử viên cho các vị trí này: Simon Wing từ Massachusetts làm Tổng thống và Charles Matchett từ New York làm Phó Tổng thống. Họ tham gia tranh cử ở 5 bang: Connecticut, Massachusetts, New Jersey, New York và Pennsylvania.

### Quyền bầu cử của phụ nữ
Wyoming được kết nạp vào năm 1890 và đã đưa quyền bầu cử của phụ nữ vào hiến pháp tiểu bang (khi còn là lãnh thổ thì Wyoming đã trao cho phụ nữ quyền bầu cử từ năm 1869). Do đó, phụ nữ Wyoming có thể bỏ phiếu trong cuộc bầu cử tổng thống năm 1892, lần đầu tiên trong lịch sử Hoa Kỳ. Phụ nữ Mỹ gốc Phi ở Wyoming cũng trở thành những phụ nữ da đen đầu tiên trong lịch sử bỏ phiếu trong một cuộc bầu cử tổng thống.
Một "đại hội toàn quốc của những người phụ nữ ủng hộ quyền bầu cử" đã họp vào ngày 21 tháng 9 năm 1892 và đề cử người ủng hộ quyền bầu cử nổi tiếng Victoria Woodhull cho chức Tổng thống và Marietta Stow cho chức Phó Tổng thống. Cả 2 đều đã từng được đề cử vào các vị trí này trước đây, Woodhull năm 1872 và Stow năm 1884. Cả hai đều đã được Đảng Quyền Bình đẳng Quốc gia đề cử nhưng lần này, họ không tham gia tranh cử; thay vào đó, đại hội toàn quốc của quyền bầu cử của phụ nữ, do Anna M. Parker đứng đầu và bao gồm 50 đại biểu từ 29 bang, đã diễn ra.
Phụ nữ ở hầu hết các bang vẫn chưa được phép bỏ phiếu vào năm 1892, nhưng cương lĩnh của Đại hội đã kêu gọi "các quan chức bầu cử trên toàn quốc cho phép họ bỏ phiếu vào mùa thu này." Họ đã không thành công trong việc này, và phải gần 30 năm nữa Tu chính án thứ 19 mới hợp pháp hóa quyền bầu cử của phụ nữ trên toàn quốc

## Tổng tuyển cử

### Chiến dịch

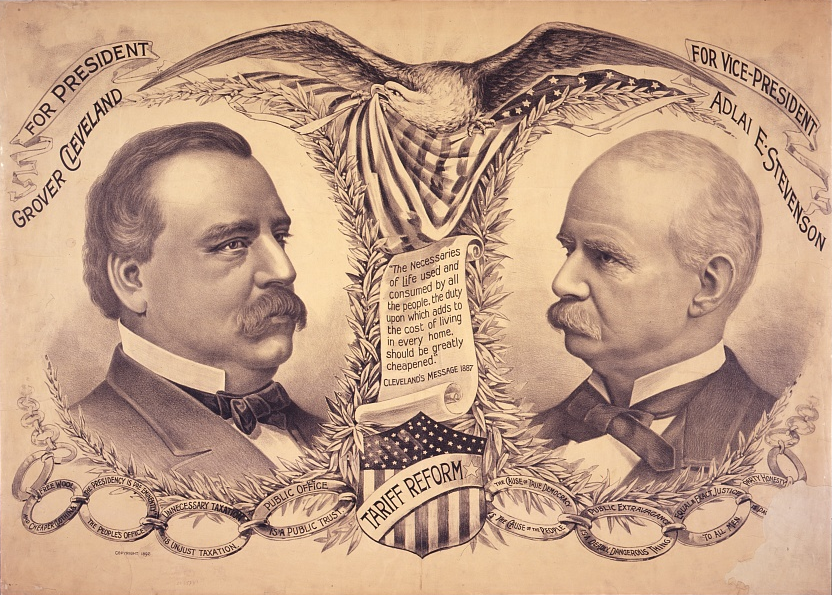
Áp phích chiến dịch của Cleveland/Stevenson.

Vấn đề thuế quan chi phối chiến dịch tranh cử ít sôi nổi này. Harrison bảo vệ Biểu thuế McKinley được thông qua trong nhiệm kỳ của ông. Về phần Cleveland, ông đảm bảo với cử tri rằng ông phản đối thương mại tự do tuyệt đối và sẽ tiếp tục chiến dịch giảm thuế. Cleveland cũng phản đối Đạo luật Lodge Force, một dự luật bảo vệ quyền bầu cử của cử tri người Mỹ gốc Phi ở miền Nam. William McKinley đã vận động rất sối nổi cho Harrison, tạo tiền đề cho chiến dịch tranh cử của chính ông 4 năm sau đó.
Chiến dịch trở nên u ám khi vào tháng 10, Đệ Nhất Phu nhân Caroline Harrison qua đời. Mặc dù sức khỏe kém đã hành hạ bà từ khi còn trẻ và tình trạng ngày càng trở nên tồi tệ hơn trong thập kỷ qua nhưng bà lại rất hay tháp tùng Tổng thống Harrison trong các chuyến công du. Trong một chuyến đi như vậy đến California vào mùa xuân năm 1891, bà bị cảm lạnh. Căn bệnh tàn phá bà nhanh đến mức cuối cùng bà được chẩn đoán mắc bệnh lao. Dù dành một mùa hè ở dãy núi Adirondack, bà không thể phục hồi sức khỏe. Căn bệnh hành hạ bà trong sáu tháng cuối đời, sau cùng bà qua đời tại Nhà Trắng vào ngày 25 tháng 10 năm 1892, chỉ hai tuần trước cuộc bầu cử toàn quốc. Kết quả là tất cả các ứng cử viên đã ngừng vận động tranh cử để chia buồn cùng gia đình Tổng thống Harrison.

### Kết quả

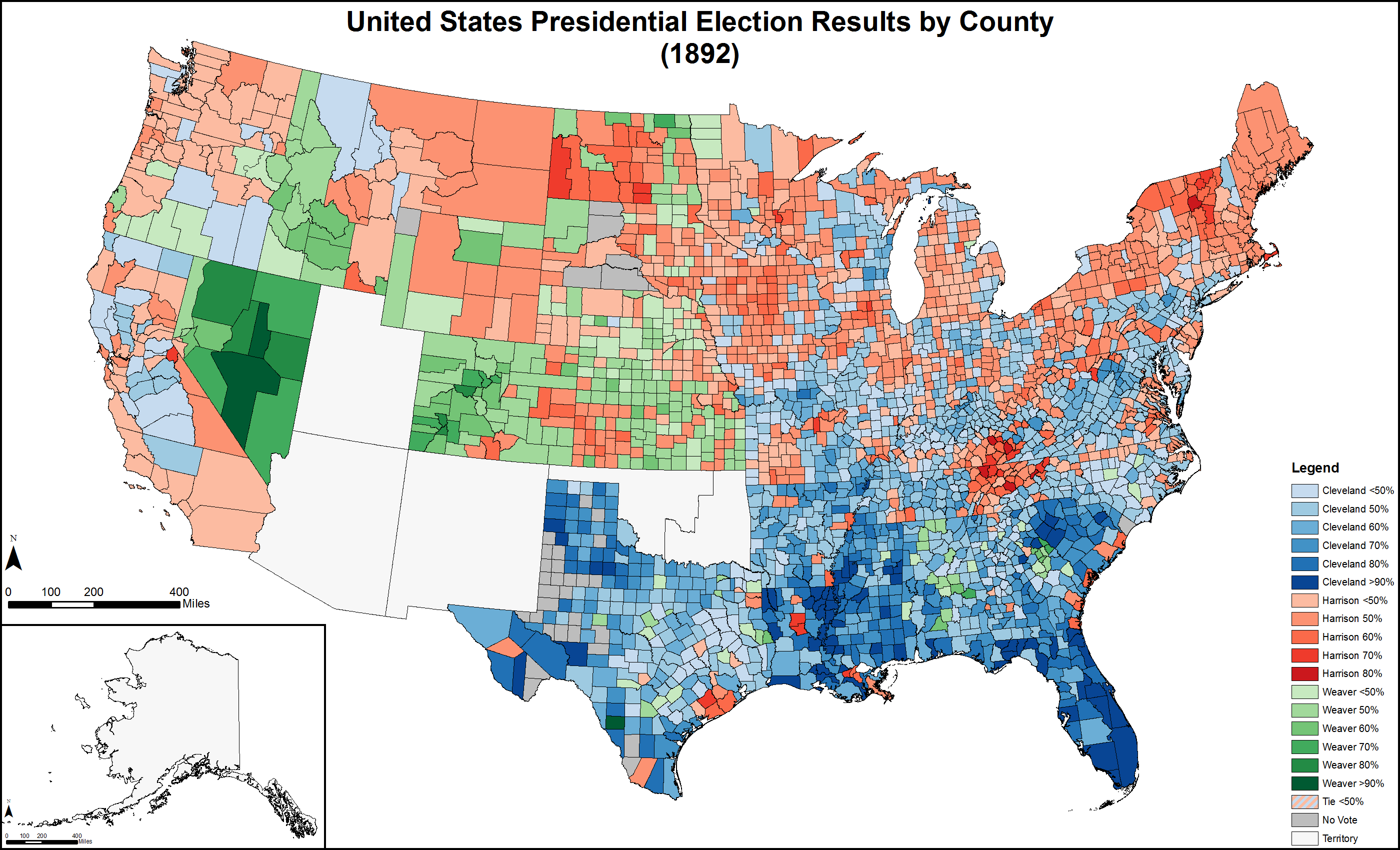
Kết quả theo quận, tô sắc theo phần trăm phiếu bầu dành cho ứng cử viên chiến thắng. Màu xanh lam dành cho Cleveland (Đảng Dân chủ), Màu đỏ dành cho Harrison (Đảng Cộng hòa) và Màu xanh lục dành cho Weaver (Đảng Dân túy).

Cách biệt chênh lệch trong tổng số phiếu phổ thông dành cho Cleveland là 400.000, lớn nhất kể từ khi Grant tái đắc cử vào năm 1872. Đảng Dân chủ đã giành được Nhà Trắng và cả hai viện của Quốc hội lần đầu tiên kể từ năm 1856. Chiến dịch tái tranh cử của Tổng thống Harrison là một thất bại trong cả phiếu phổ thông và phiếu đại cử tri, không giống như chiến dịch tái tranh cử của Tổng thống Cleveland 4 năm trước đó, khi ông thắng phiếu phổ thông, nhưng thua phiếu đại cử tri.
Cleveland là Tổng thống thứ 3 trong số 5 Tổng thống giành chiến thắng trong chiến dịch tái tranh cử với cách biệt phiếu phổ thông so với đối thủ nhỏ hơn so với các cuộc bầu cử trước, mặc dù trong 2 lần trước đó - James Madison năm 1812 và Andrew Jackson năm 1832 - không phải tất cả các bang đều tổ chức bầu cử theo hình thức phổ thông đầu phiếu. Điều này sẽ lại xảy ra với Franklin D. Roosevelt vào các năm 1940, 1944 và Barack Obama vào năm 2012. Trớ trêu thay, Cleveland chứng kiến sự ủng hộ của dân chúng giảm sút không chỉ so với lúc ông giành chiến thắng trong cuộc bầu cử năm 1884 mà còn nhỏ hơn cả thất bại trong cuộc bầu cử năm 1888, khi ông thắng phiếu phổ thông nhưng thua phiếu đại cử tri.
Tính đến năm 2025, Cleveland là ứng cử viên thứ 4 trong số 7 ứng cử viên Tổng thống giành được số phiếu đại cử tri lớn trong ít nhất 3 cuộc bầu cử, những người còn lại là Thomas Jefferson, Andrew Jackson, Henry Clay, William Jennings Bryan, Franklin D. Roosevelt và Richard Nixon. Trong số này, Jackson, Cleveland và Roosevelt cũng giành được số phiếu phổ thông trong ít nhất 3 cuộc bầu cử. Jefferson, Cleveland và Roosevelt cũng là những ứng cử viên tranh cử cho 1 đảng duy nhất trong 3 cuộc bầu cử liên tiếp, trong đó Cleveland là đảng viên Đảng Dân chủ đầu tiên làm được điều này.
Đây là lần thứ 2 một đảng thất bại trong chiến dịch tái tranh cử sau chỉ 1 nhiệm kỳ bốn năm, điều này sẽ không xảy ra cho đến năm 1980 và năm 2020. Ở cấp quận, Cleveland thắng nhiều hơn Harrison. Lá phiếu bầu cho Đảng Cộng hòa không lan rộng như Đảng Dân chủ. Vào năm 1892, nó vẫn là một đảng có vị thế tại miền Đông, Trung Tây và Tây và thắng rất ít quận ở phía nam đường Mason–Dixon, tức miền Nam. Ở Đông Tennessee và vùng thủy triều tại Virginia, họ đã giành nhiều quận, nhưng họ hầu như không thắng bất kỳ quận nào ở Alabama, Mississippi và Texas.
Sau cuộc bầu cử Quốc hội năm 1890, Đảng Cộng hòa thậm chí còn gặp khó khăn ở các thành trì ở Trung Tây của mình, nơi những rắc rối bầu cử do khủng hoảng kinh tế đã trở nên trầm trọng hơn do việc thúc đẩy các luật ủng hộ cấm rượu và, ở Wisconsin và Illinois, ủng hộ chỉ dùng tiếng Anh trong chương trình giáo dục bắt buộc. Những chính sách như vậy, đặc biệt trong trường hợp chỉ dùng Tiếng Anh, có liên quan đến sự trỗi dậy của chủ nghĩa bản địa và chống Công giáo trong số những người ủng hộ họ, dẫn đến một bộ phận lớn cộng đồng người nhập cư, đặc biệt là người Đức, quay sang ủng hộ Đảng Dân chủ. Cleveland đã thắng Wisconsin và Illinois và giành được tổng cộng 36 phiếu đại cử tri từ 2 bang này, một chiến thắng chưa từng thấy kể từ năm 1852 (cho Wisconsin) và 1856 (cho Illinois), và điều này sẽ không lặp lại cho đến chiến thắng của Woodrow Wilson vào năm 1912. Mặc dù không phải là một thất bại nghiêm trọng như năm 1890, nhưng phải đến chu kỳ bầu cử tiếp theo, các nhà lãnh đạo Đảng Cộng hòa mới bình định được những cải cách gây tranh cãi trong những người ủng hộ của họ và làm hài lòng những người nhập cư.
Trong số 2.683 quận, Cleveland giành chiến thắng với 1.389 (51,77%), Harrison giành được 1.017 (37,91%), trong khi Weaver giành được 276 (10,29%). Một quận (0,04%) được chia đều cho Cleveland và Harrison.
Đảng viên Đảng Dân túy James B. Weaver, người kêu gọi đúc bạc tự do và giảm giá tiền, đã nhận được sự ủng hộ mạnh mẽ ở miền Tây đến mức ông trở thành ứng cử viên duy nhất của một đảng thứ 3 từ năm 1860 đến năm 1912 thắng ít nhất một bang. Đảng Dân chủ không xuất hiện tranh cử ở các bang Colorado, Idaho, Kansas, North Dakota hoặc Wyoming, và Weaver đã giành chiến thắng ở 4 bang đầu tiên trong số này. Weaver cũng làm tốt ở miền Nam khi thắng một số quận ở Alabama, Georgia, Mississippi, North Carolina và Texas. Đảng viên Đảng Dân túy đã làm tốt nhất ở Alabama, nơi mà thủ đoạn bầu cử có lẽ đã mang lại lợi thế cho Đảng Dân chủ.
Đảng Cấm rượu nhận được 270.879 phiếu bầu, tương đương 2,2% trên toàn quốc. Đó là tổng số phiếu bầu lớn nhất và tỷ lệ phiếu bầu cao nhất mà bất kỳ liên danh nào của Đảng Cấm rượu nhận được.
Wyoming, được kết nạp 2 năm trước đó, trở thành tiểu bang đầu tiên cho phép phụ nữ bỏ phiếu trong một cuộc bầu cử tổng thống kể từ năm 1804. (Phụ nữ ở New Jersey có quyền bầu cử theo hiến pháp ban đầu của bang, nhưng bang đã tước quyền này vào năm 1807.) Wyoming cũng là 1 trong 6 bang (cùng với North Dakota, South Dakota, Montana, Washington và Idaho) tham gia cuộc bầu cử tổng thống đầu tiên trong lịch sử bang họ. Đây là lần có nhiều bang mới bỏ phiếu nhất kể từ cuộc bầu cử đầu tiên.
Cuộc bầu cử chứng kiến nhiều bang chia phiếu đại cử tri của mình. Các đại cử tri từ bang Michigan được lựa chọn theo phương pháp khu vực bầu cử (người chiến thắng ở mỗi khu vực bầu cử sẽ có 1 phiếu đại cử tri bầu Tổng thống, người chiến thắng ở tổng thể bang giành được 2 phiếu đại cử tri). Điều này dẫn đến sự chia rẽ giữa các đại cử tri bầu cho Đảng Cộng hòa và Đảng Dân chủ: 9 cho Harrison và 5 cho Cleveland. Tại Oregon, các đại cử tri bầu Tổng thống được bầu trực tiếp và có 1 đại cử tri sau đó bầu Weaver lại được Đảng Dân chủ ủng hộ, dẫn đến sự chia rẽ giữa các đại cử tri bầu Đảng Cộng hòa và Dân túy: 3 cho Harrison và 1 cho Weaver. Tại California, các đại cử tri bầu Tổng thống được bầu trực tiếp kết hợp với cuộc chạy đua sít sao đã dẫn đến sự chia rẽ giữa các đại cử tri bầu Đảng Cộng hòa và Đảng Dân chủ: 8  cho Cleveland và 1 cho Harrison. Tại Ohio, các đại cử tri bầu Tổng thống được bầu trực tiếp kết hợp với cuộc chạy đua sít sao đã dẫn đến sự chia rẽ giữa các đại cử tri bầu Đảng Cộng hòa và Đảng Dân chủ: 22 cho Harrison và 1 cho Cleveland. Ở Bắc Dakota, 2 đại cử tri thuộc liên minh Dân chủ-Dân túy đã giành chiến thắng và 1 đại cử tri của Đảng Cộng hòa cũng thắng. Điều này đã tạo dẫn đến sự chia rẽ giữa họ cho 3 đảng: 1 cho Weaver, 1 cho Harrison và 1 cho Cleveland.
| Ứng cử viên Tổng thống          | Đảng                           | Bang nhà                       | Phiếu Phổ thông                | Phiếu Phổ thông                | Phiếu Đại cử tri | Đồng tranh cử              | Đồng tranh cử | Đồng tranh cử    |
| Ứng cử viên Tổng thống          | Đảng                           | Bang nhà                       | Số phiếu                       | %                              | Phiếu Đại cử tri | Ứng cử viên Phó Tổng thống | Bang nhà      | Phiếu Đại cử tri |
| ------------------------------- | ------------------------------ | ------------------------------ | ------------------------------ | ------------------------------ | ---------------- | -------------------------- | ------------- | ---------------- |
| Stephen Grover Cleveland        | Dân chủ                        | New York                       | 5.553.898                      | 46,02%                         | 277              | Adlai Ewing Stevenson      | Illinois      | 277              |
| Benjamin Harrison (đương nhiệm) | Cộng hòa                       | Indiana                        | 5.190.819                      | 43,01%                         | 145              | Whitelaw Reid              | New York      | 145              |
| James Baird Weaver              | Dân túy                        | Iowa                           | 1.026.595                      | 8,51%                          | 22               | James Gaven Field          | Virginia      | 22               |
| John Bidwell                    | Cấm rượu                       | California                     | 270.879                        | 2,24%                          | 0                | James Britton Cranfill     | Texas         | 0                |
| Simon Wing                      | Lao động Xã hội                | Massachusetts                  | 21.173                         | 0,18%                          | 0                | Charles Horatio Matchett   | New York      | 0                |
| Khác                            | Khác                           | Khác                           | 4.673                          | 0,04%                          | —                | Khác                       | Khác          | —                |
| Tổng cộng                       | Tổng cộng                      | Tổng cộng                      | 12.068.037                     | 100%                           | 444              |                            |               | 444              |
| Cần thiết để giành chiến thắng  | Cần thiết để giành chiến thắng | Cần thiết để giành chiến thắng | Cần thiết để giành chiến thắng | Cần thiết để giành chiến thắng | 223              |                            |               | 223              |

| \| Phiếu Phổ thông \| Phiếu Phổ thông \| Phiếu Phổ thông \| Phiếu Phổ thông \| Phiếu Phổ thông \| \| --------------- \| --------------- \| --------------- \| --------------- \| --------------- \| \| \| \| \| \| \| \| Cleveland \| Cleveland \| \| 46.02% \| 46.02% \| \| Harrison \| Harrison \| \| 43.01% \| 43.01% \| \| Weaver \| Weaver \| \| 8.51% \| 8.51% \| \| Bidwell \| Bidwell \| \| 2.24% \| 2.24% \| \| Khác \| Khác \| \| 0.21% \| 0.21% \| |           |  |        |        |
| Phiếu Phổ thông |           |  |        |        |
| |           |  |        |        |
| Cleveland | Cleveland |  | 46.02% | 46.02% |
| Harrison | Harrison  |  | 43.01% | 43.01% |
| Weaver | Weaver    |  | 8.51%  | 8.51%  |
| Bidwell | Bidwell   |  | 2.24%  | 2.24%  |
| Khác | Khác      |  | 0.21%  | 0.21%  |

| \| Phiếu Đại cử tri \| Phiếu Đại cử tri \| Phiếu Đại cử tri \| Phiếu Đại cử tri \| Phiếu Đại cử tri \| \| ---------------- \| ---------------- \| ---------------- \| ---------------- \| ---------------- \| \| \| \| \| \| \| \| Cleveland \| Cleveland \| \| 62.39% \| 62.39% \| \| Harrison \| Harrison \| \| 32.66% \| 32.66% \| \| Weaver \| Weaver \| \| 4.95% \| 4.95% \| |           |  |        |        |
| Phiếu Đại cử tri |           |  |        |        |
| |           |  |        |        |
| Cleveland | Cleveland |  | 62.39% | 62.39% |
| Harrison | Harrison  |  | 32.66% | 32.66% |
| Weaver | Weaver    |  | 4.95%  | 4.95%  |

### Thư viện Kết quả

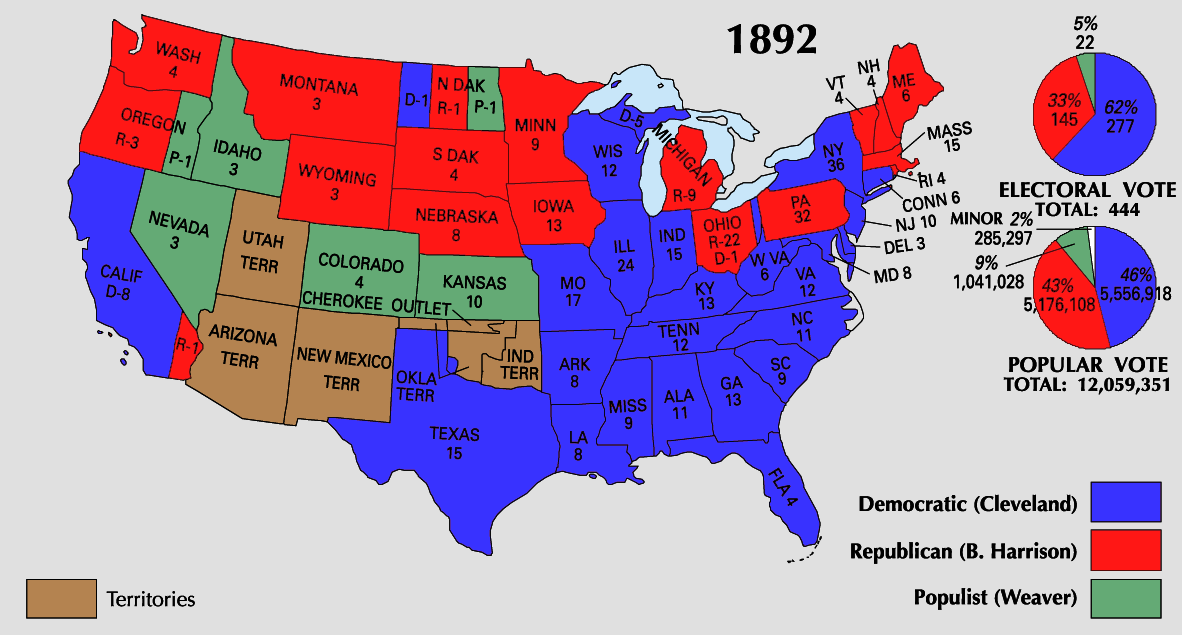
Kết quả Bầu cử chi tiết

Kết quả theo quận, được tô sắc theo phần trăm phiếu bầu

#### Kết quả theo bản đồ

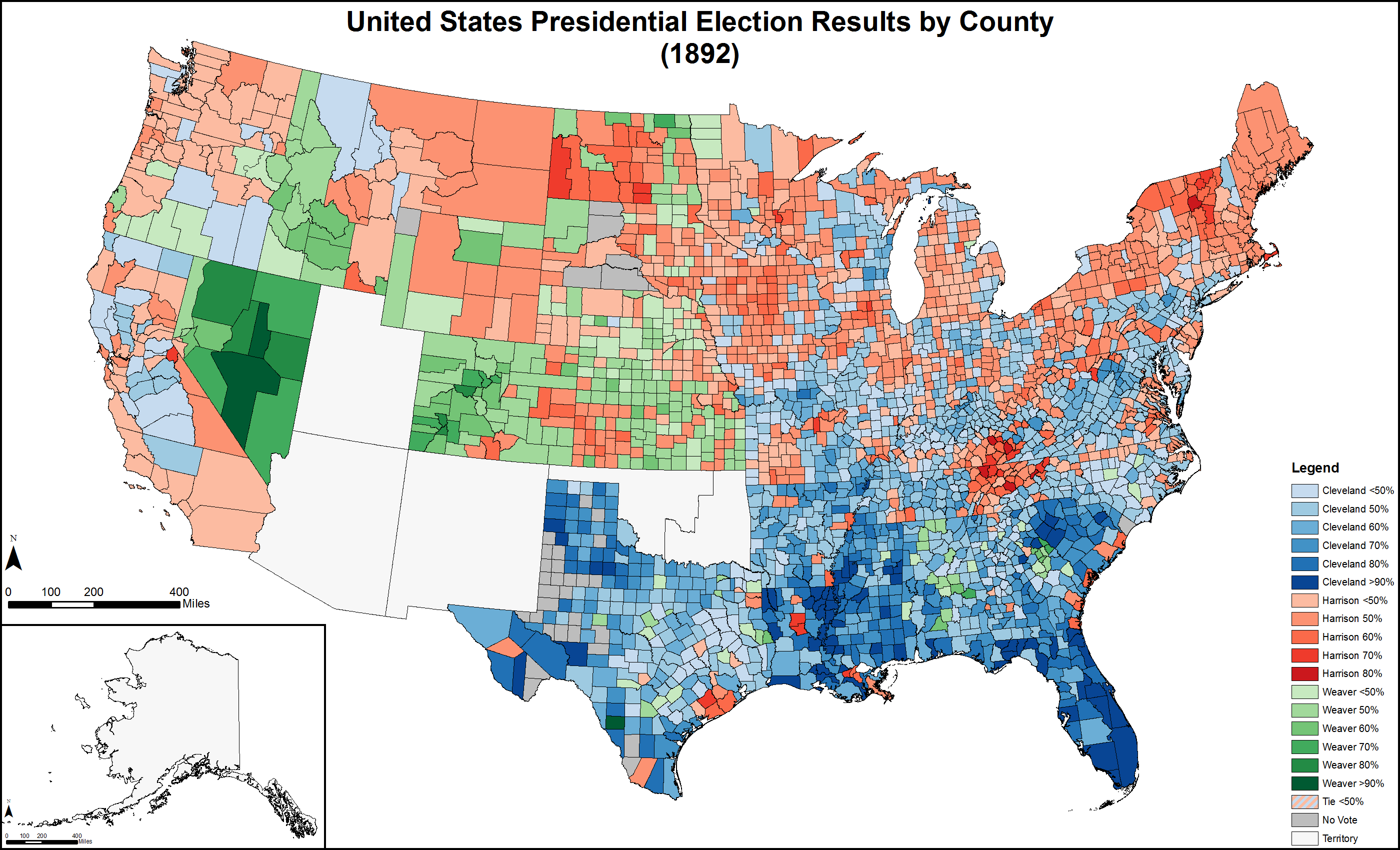
Kết quả theo quận
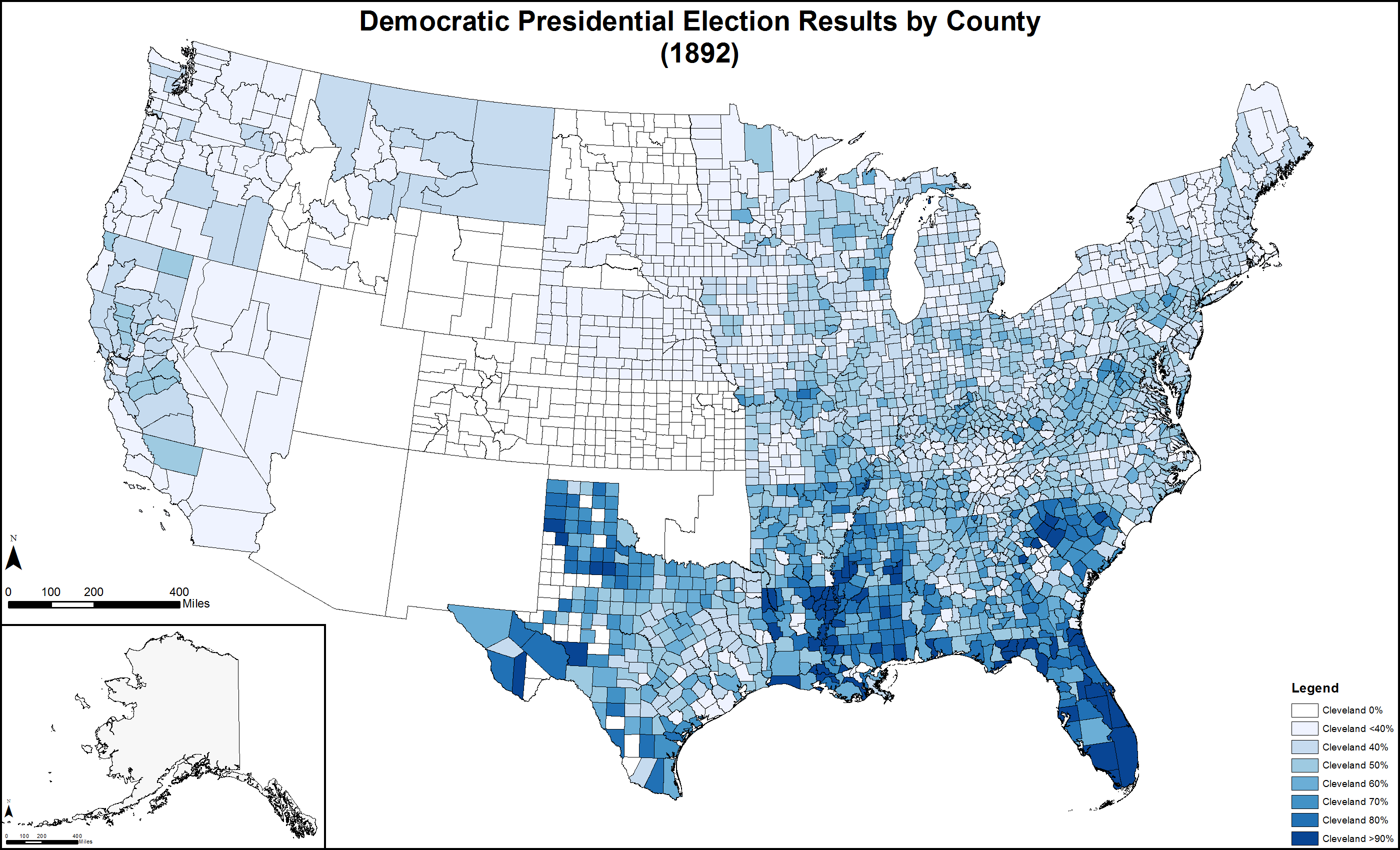
Quận bầu cho Đảng Dân chủ, được tô sắc theo phần trăm phiếu bầu
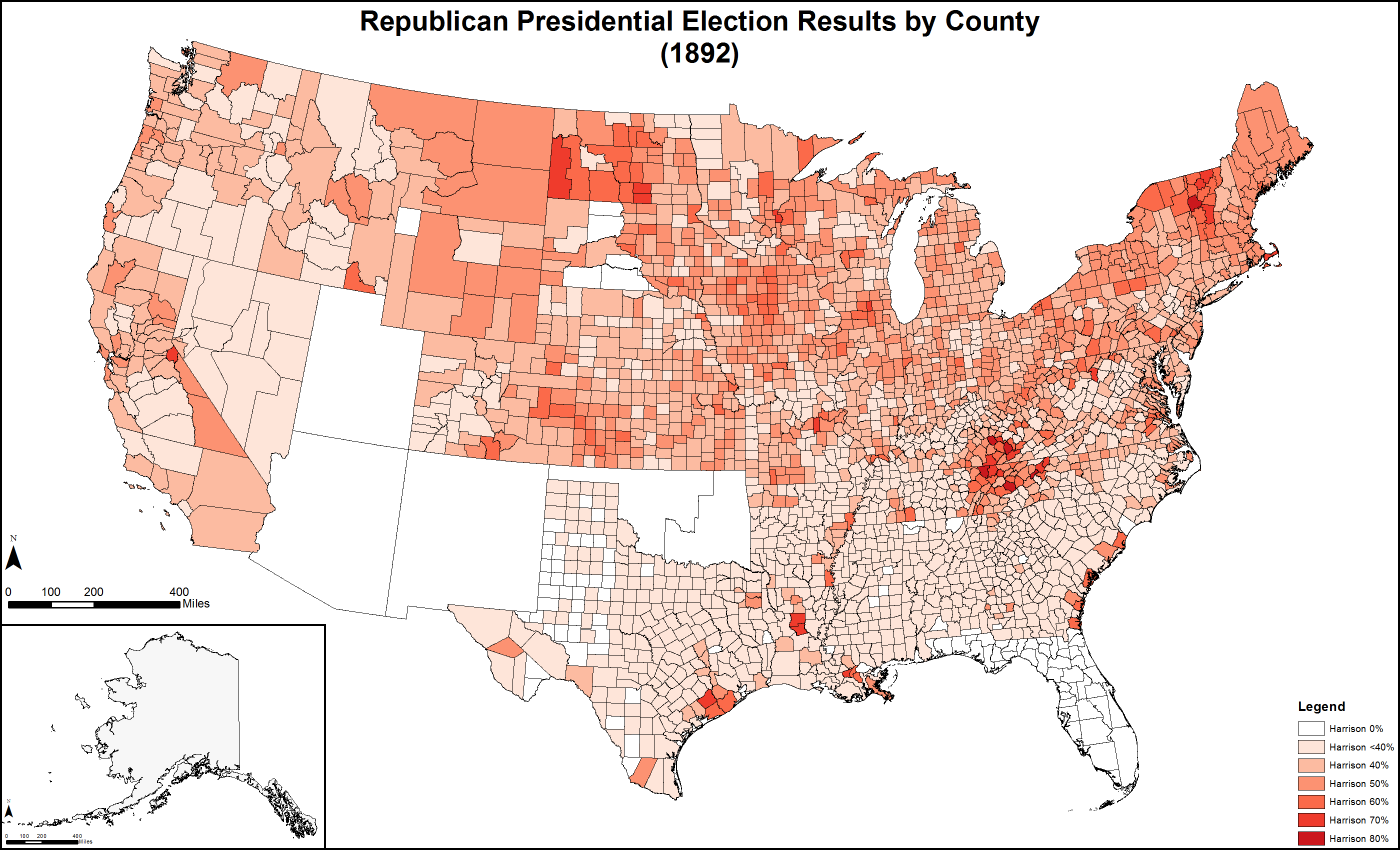
Quận bầu cho Đảng Cộng hòa, được tô sắc theo phần trăm phiếu bầu
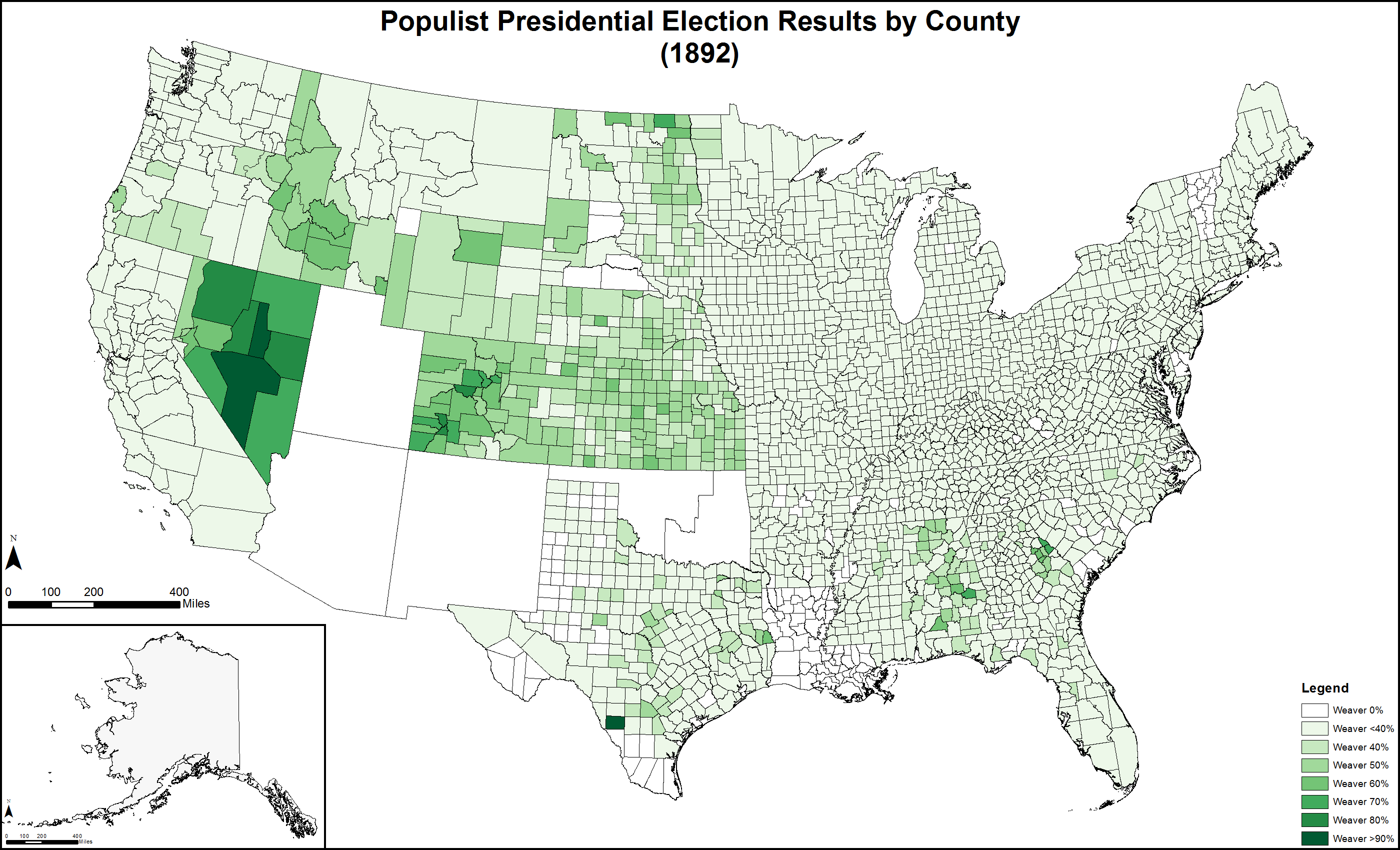
Quận bầu cho Đảng Dân túy, được tô sắc theo phần trăm phiếu bầu
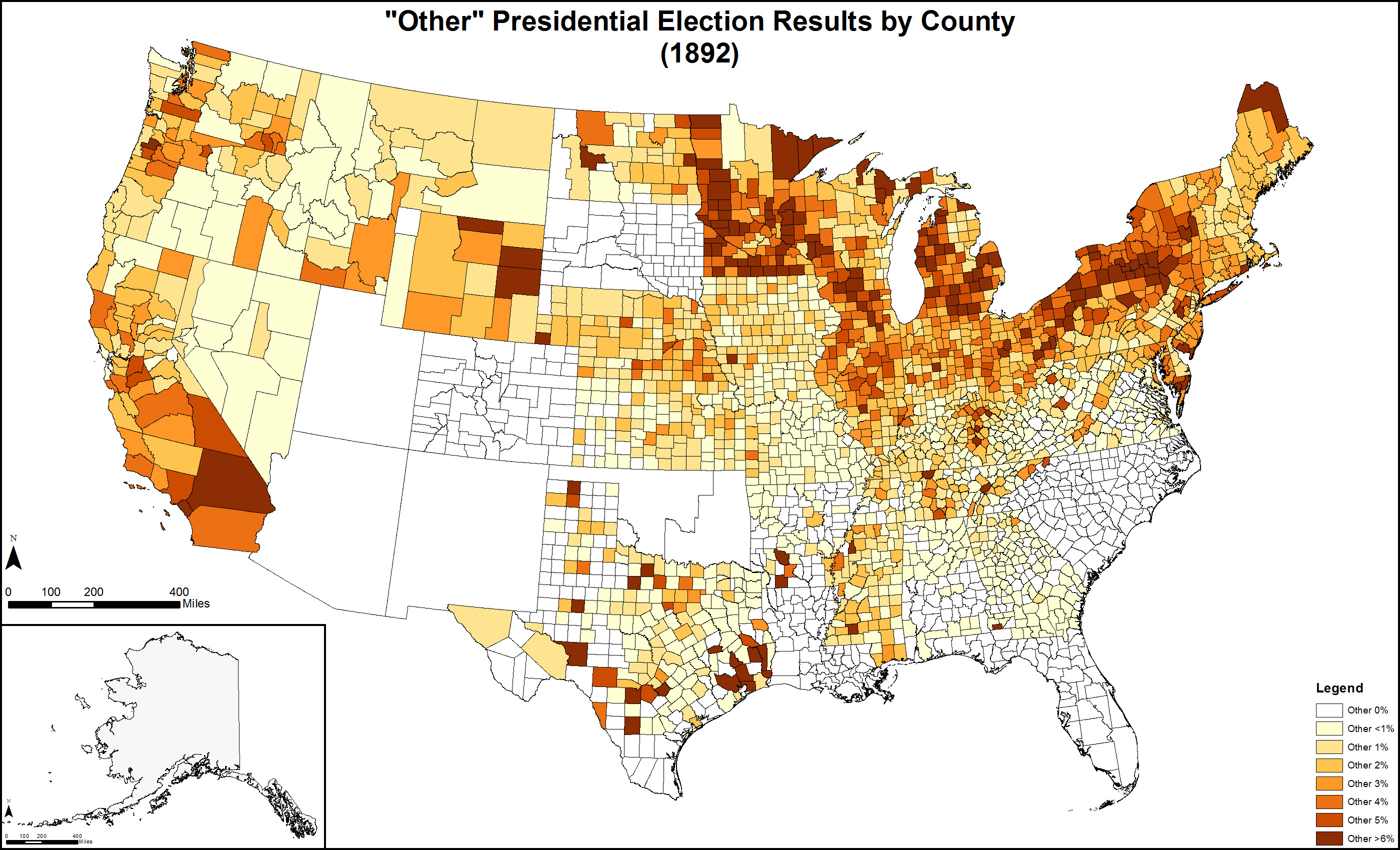
Quận bầu cho ứng cử viên "Khác", được tô sắc theo phần trăm phiếu bầu
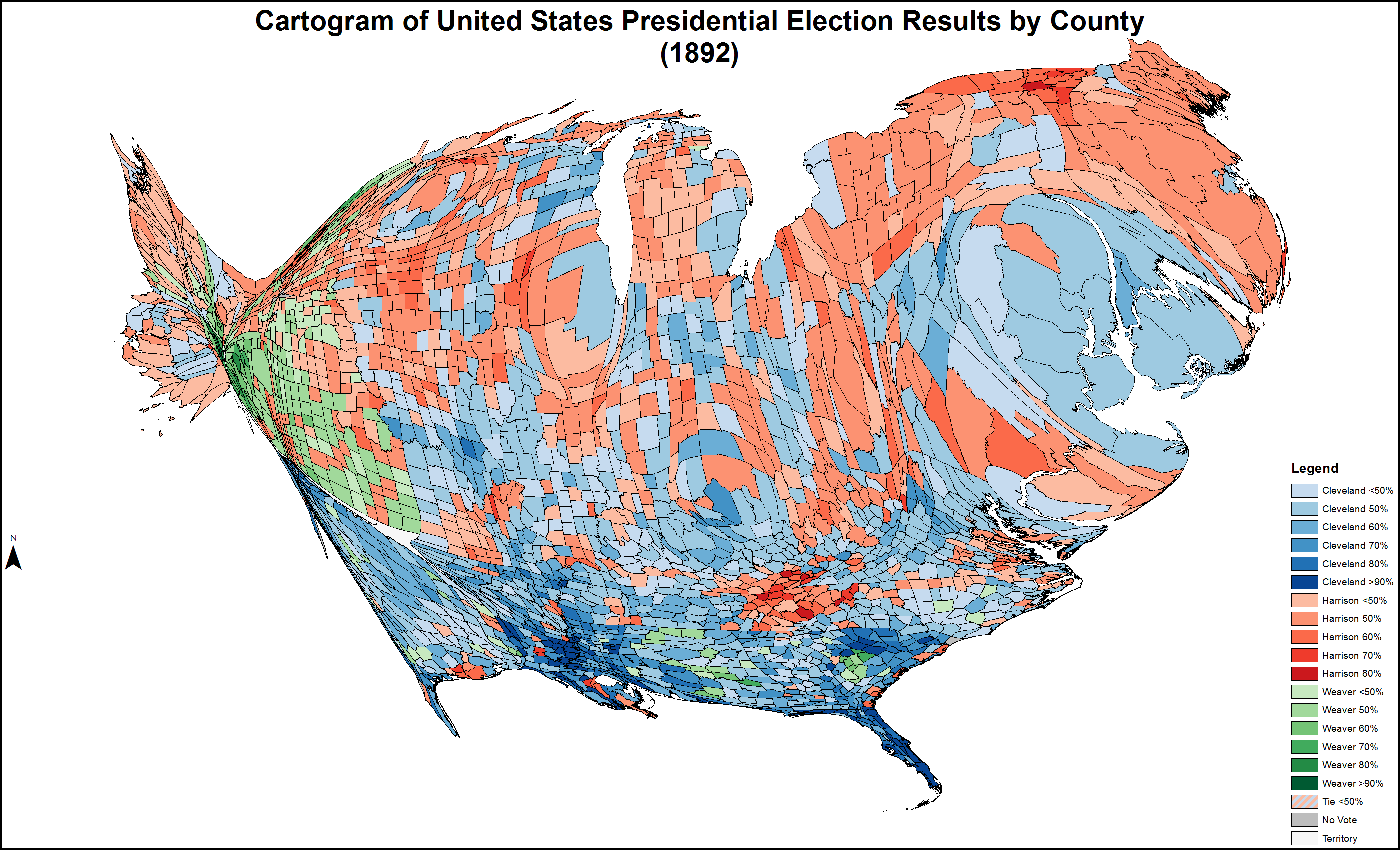
Tích đồ biểu thị kết quả theo quận
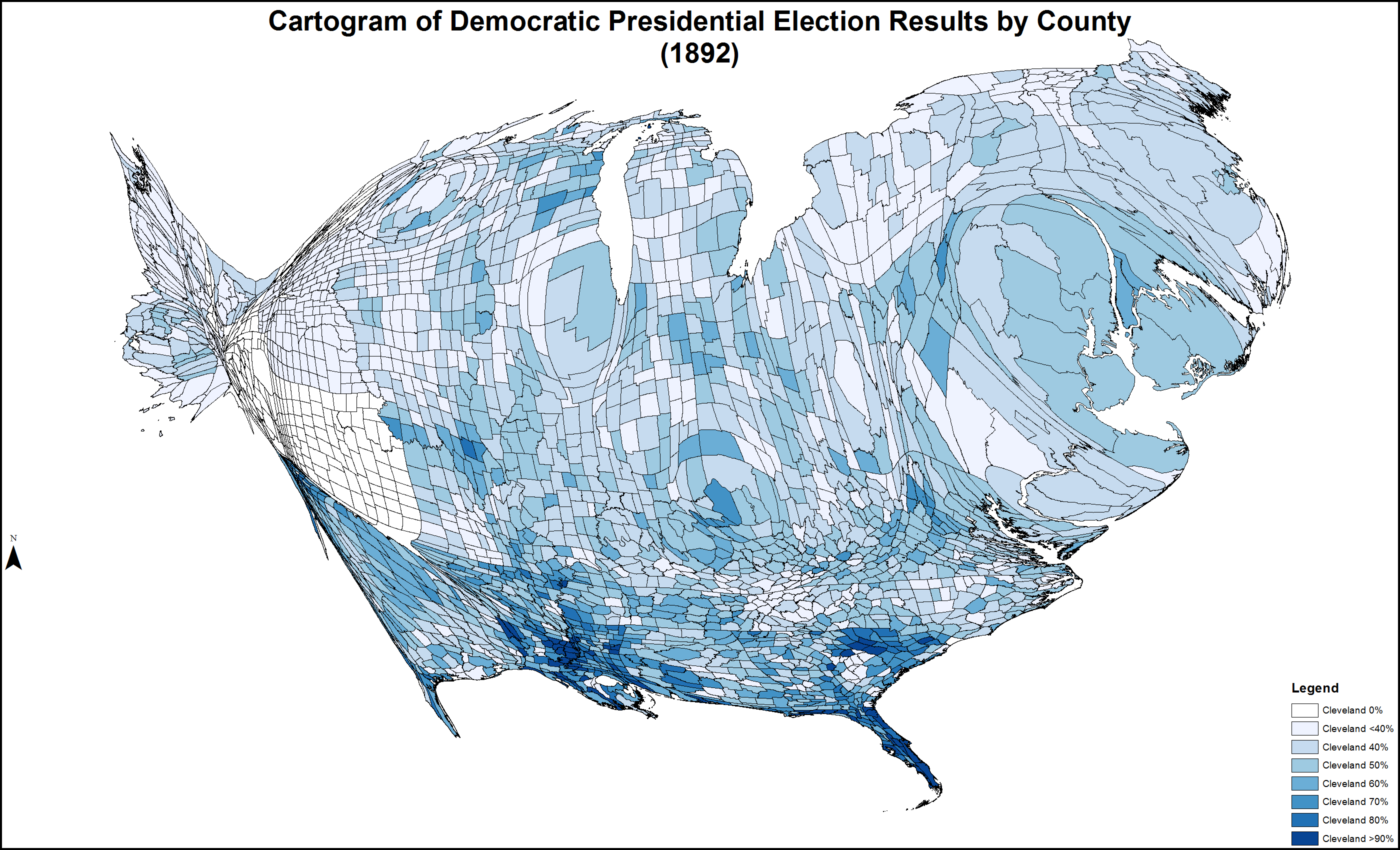
Tích đồ biểu thị quận bầu cho Đảng Dân chủ
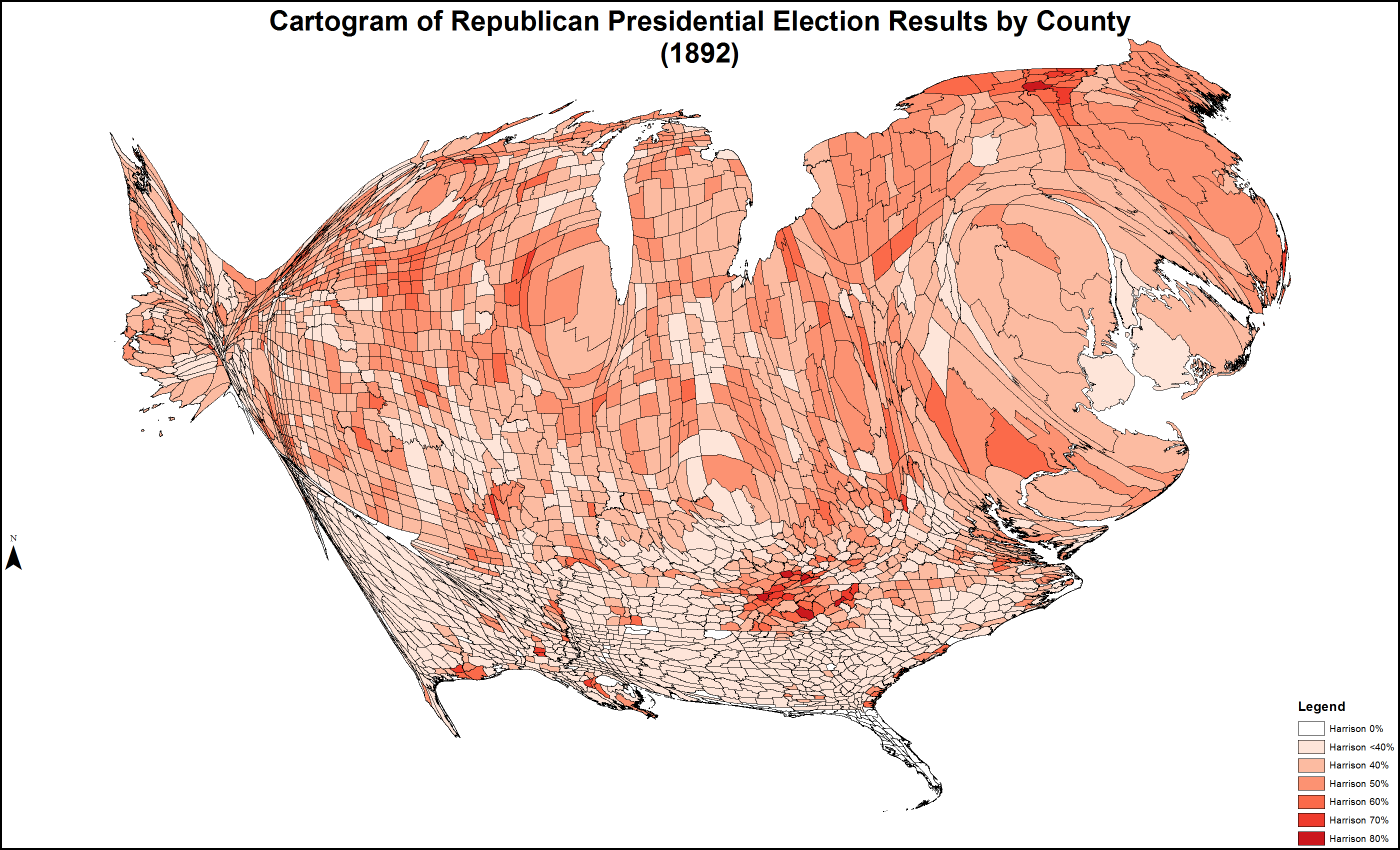
Tích đồ biểu thị quận bầu cho Đảng Cộng hòa
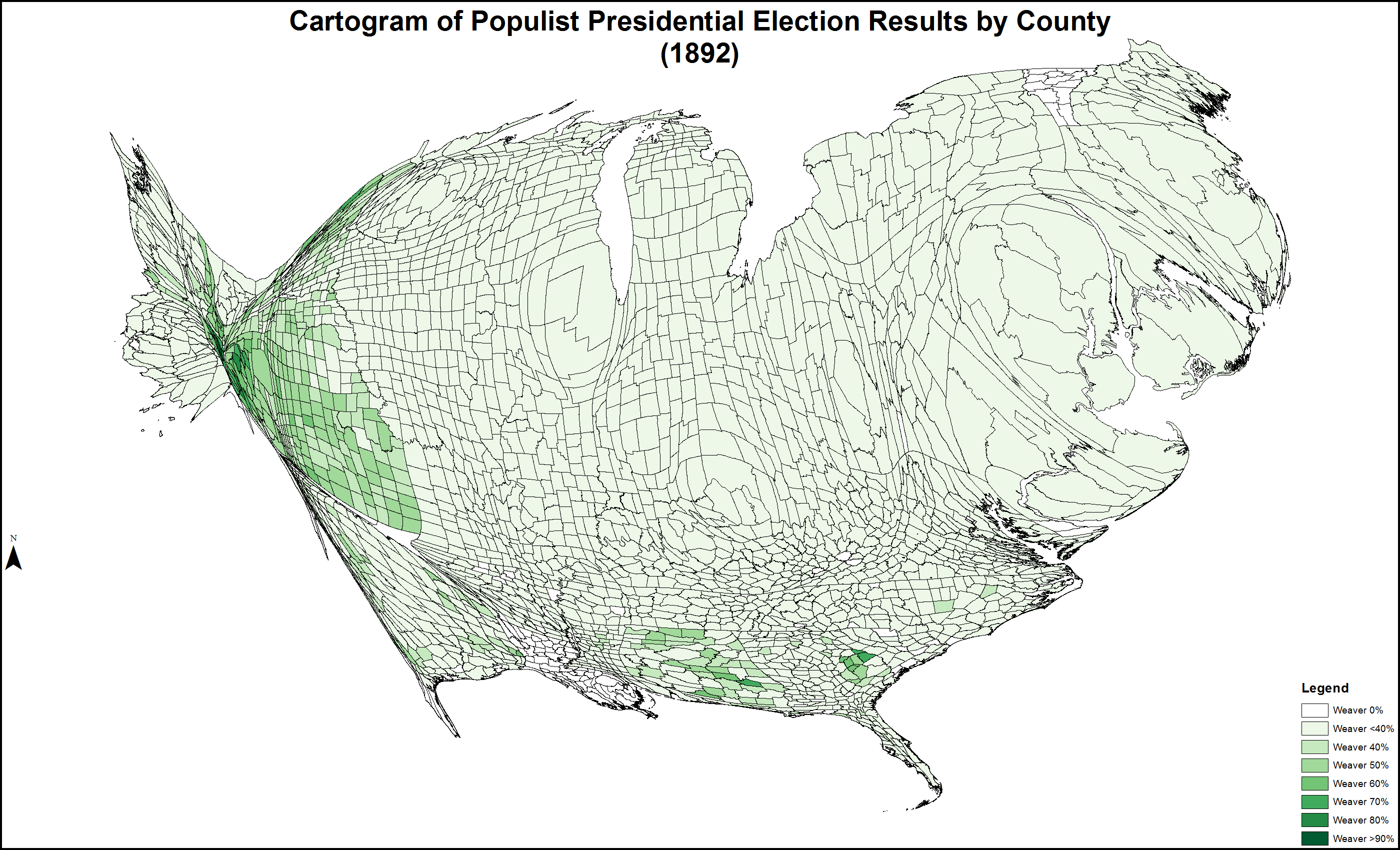
Tích đồ biểu thị quận bầu cho Đảng Dân túy
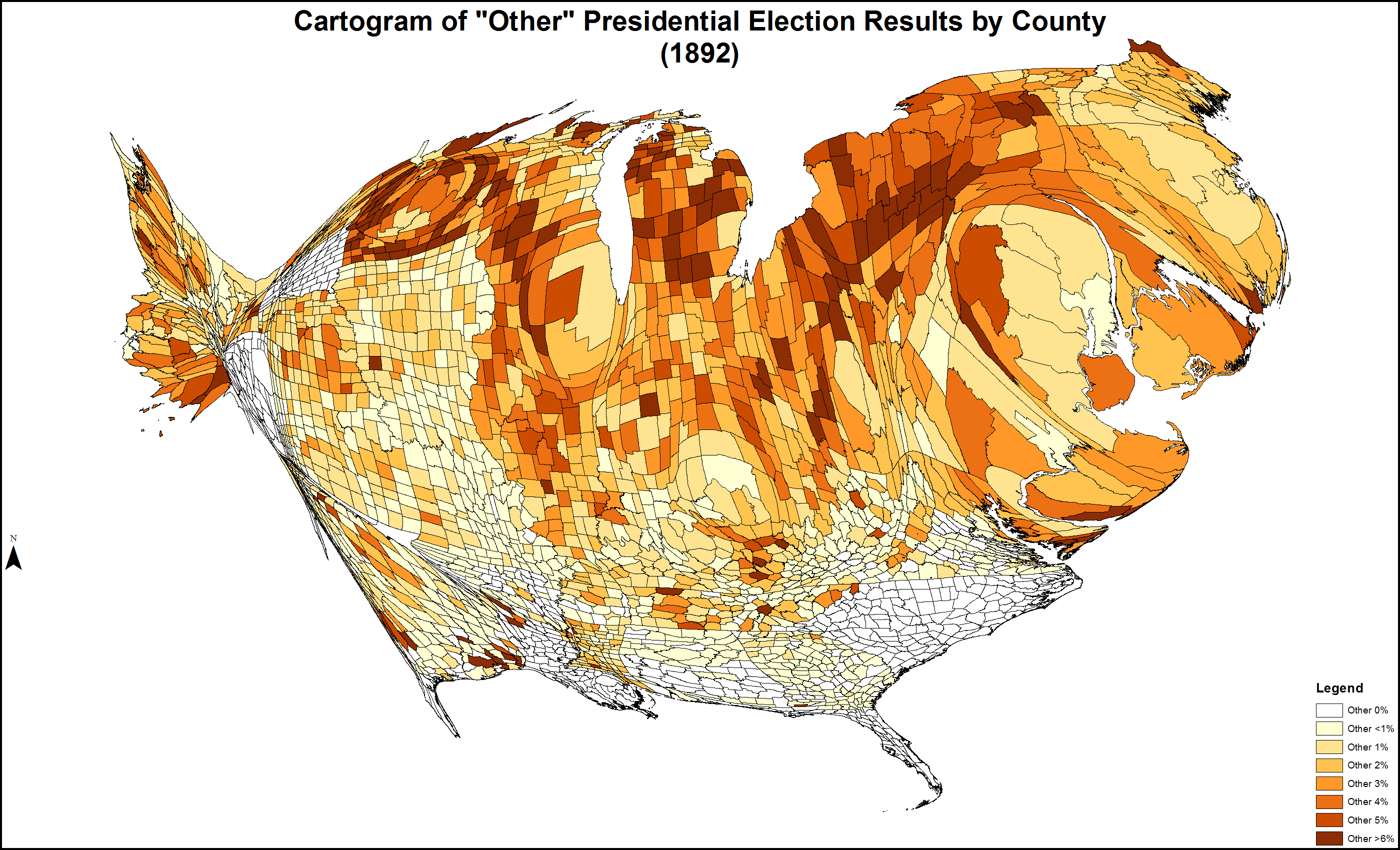
Tích đồ biểu thị quận bầu cho ứng cử viên "Khác"

### Kết quả theo tiểu bang
Nguồn: Dữ liệu tù Walter Dean Burnham, Presidential ballots, 1836–1892 (Johns Hopkins University Press, 1955) pp 247–57.
| Bang/Quận thắng bởi Cleveland/Stevenson |
| Bang/Quận thắng bởi Harrison/Reid       |
| Bang/Quận thắng bởi Weaver/Field        |

|                |                  | Grover Cleveland Dân chủ | Grover Cleveland Dân chủ | Grover Cleveland Dân chủ | Benjamin Harrison Cộng hòa | Benjamin Harrison Cộng hòa | Benjamin Harrison Cộng hòa | James Weaver Dân túy | James Weaver Dân túy | James Weaver Dân túy | John Bidwell Cấm rượu | John Bidwell Cấm rượu | John Bidwell Cấm rượu | Simon Wing Lao động Xã hội | Simon Wing Lao động Xã hội | Simon Wing Lao động Xã hội | Cách biệt | Cách biệt | Tổng cộng  | Tổng cộng |
| Tiểu bang      | phiếu đại cử tri | #                        | %                        | phiếu đại cử tri         | #                          | %                          | phiếu đại cử tri           | #                    | %                    | phiếu đại cử tri     | #                     | %                     | phiếu đại cử tri      | #                          | %                          | phiếu đại cử tri           | #         | %         | #          | bang/quận |
| -------------- | ---------------- | ------------------------ | ------------------------ | ------------------------ | -------------------------- | -------------------------- | -------------------------- | -------------------- | -------------------- | -------------------- | --------------------- | --------------------- | --------------------- | -------------------------- | -------------------------- | -------------------------- | --------- | --------- | ---------- | --------- |
| Alabama        | 11               | 138,135                  | 59.40                    | 11                       | 9,184                      | 3.95                       | -                          | 84,984               | 36.55                | -                    | 240                   | 0.10                  | -                     | -                          | -                          | -                          | 53,151    | 22.86     | 232,543    | AL        |
| Arkansas       | 8                | 87,834                   | 59.30                    | 8                        | 47,072                     | 31.78                      | -                          | 11,831               | 7.99                 | -                    | 113                   | 0.08                  | -                     | -                          | -                          | -                          | 40,762    | 27.52     | 148,117    | AR        |
| California     | 9                | 118,174                  | 43.83                    | 8                        | 118,027                    | 43.78                      | 1                          | 25,311               | 9.39                 | -                    | 8,096                 | 3.00                  | -                     | -                          | -                          | -                          | 147       | 0.05      | 269,609    | CA        |
| Colorado       | 4                | -                        | -                        | -                        | 38,620                     | 41.13                      | -                          | 53,584               | 57.07                | 4                    | 1,687                 | 1.80                  | -                     | -                          | -                          | -                          | -14,964   | -15.94    | 93,891     | CO        |
| Connecticut    | 6                | 82,395                   | 50.06                    | 6                        | 77,032                     | 46.80                      | -                          | 809                  | 0.49                 | -                    | 4,026                 | 2.45                  | -                     | 333                        | 0.20                       | -                          | 5,363     | 3.26      | 164,595    | CT        |
| Delaware       | 3                | 18,581                   | 49.90                    | 3                        | 18,077                     | 48.55                      | -                          | -                    | -                    | -                    | 564                   | 1.51                  | -                     | -                          | -                          | -                          | 504       | 1.35      | 37,235     | DE        |
| Florida        | 4                | 30,153                   | 85.01                    | 4                        | -                          | -                          | -                          | 4,843                | 13.65                | -                    | 475                   | 1.34                  | -                     | -                          | -                          | -                          | 25,310    | 71.35     | 35,471     | FL        |
| Georgia        | 13               | 129,446                  | 58.01                    | 13                       | 48,408                     | 21.70                      | -                          | 41,939               | 18.80                | -                    | 988                   | 0.44                  | -                     | -                          | -                          | -                          | 81,038    | 36.32     | 223,126    | GA        |
| Idaho          | 3                | -                        | -                        | -                        | 8,599                      | 44.31                      | -                          | 10,520               | 54.21                | 3                    | 288                   | 1.48                  | -                     | -                          | -                          | -                          | -1,921    | -9.90     | 19,407     | ID        |
| Illinois       | 24               | 426,281                  | 48.79                    | 24                       | 399,288                    | 45.70                      | -                          | 22,207               | 2.54                 | -                    | 25,871                | 2.96                  | -                     | -                          | -                          | -                          | 26,993    | 3.09      | 873,647    | IL        |
| Indiana        | 15               | 262,740                  | 47.46                    | 15                       | 255,615                    | 46.17                      | -                          | 22,208               | 4.01                 | -                    | 13,050                | 2.36                  | -                     | -                          | -                          | -                          | 7,125     | 1.29      | 553,613    | IN        |
| Iowa           | 13               | 196,367                  | 44.31                    | -                        | 219,795                    | 49.60                      | 13                         | 20,595               | 4.65                 | -                    | 6,402                 | 1.44                  | -                     | -                          | -                          | -                          | -23,428   | -5.29     | 443,159    | IA        |
| Kansas         | 10               | -                        | -                        | -                        | 157,241                    | 48.40                      | -                          | 163,111              | 50.20                | 10                   | 4,553                 | 1.40                  | -                     | -                          | -                          | -                          | -5,870    | -1.81     | 324,905    | KS        |
| Kentucky       | 13               | 175,461                  | 51.48                    | 13                       | 135,462                    | 39.74                      | -                          | 23,500               | 6.89                 | -                    | 6,441                 | 1.89                  | -                     | -                          | -                          | -                          | 39,999    | 11.73     | 340,864    | KY        |
| Louisiana      | 8                | 87,926                   | 76.53                    | 8                        | 26,963                     | 23.47                      | -                          | -                    | -                    | -                    | -                     | -                     | -                     | -                          | -                          | -                          | 60,963    | 53.06     | 114,889    | LA        |
| Maine          | 6                | 48,049                   | 41.26                    | -                        | 62,936                     | 54.05                      | 6                          | 2,396                | 2.06                 | -                    | 3,066                 | 2.63                  | -                     | -                          | -                          | -                          | -14,887   | -12.78    | 116,451    | ME        |
| Maryland       | 8                | 113,866                  | 53.39                    | 8                        | 92,736                     | 43.48                      | -                          | 796                  | 0.37                 | -                    | 5,877                 | 2.76                  | -                     | -                          | -                          | -                          | 21,130    | 9.91      | 213,275    | MD        |
| Massachusetts  | 15               | 176,813                  | 45.22                    | -                        | 202,814                    | 51.87                      | 15                         | 3,210                | 0.82                 | -                    | 7,539                 | 1.93                  | -                     | 649                        | 0.17                       | -                          | -26,001   | -6.65     | 391,028    | MA        |
| Michigan       | 2                | 201,624                  | 43.26                    | -                        | 222,708                    | 47.79                      | 2                          | 19,931               | 4.28                 | -                    | 20,857                | 4.48                  | -                     | -                          | -                          | -                          | -21,084   | -4.52     | 466,045    | MI        |
| MI-1           | 1                | 19,990                   | 51.33                    | 1                        | 18,323                     | 47.05                      | -                          | 291                  | 0.75                 | -                    | 340                   | 0.87                  | -                     | -                          | -                          | -                          | 1,667     | 4.28      | 38,944     | MI-1      |
| MI-2           | 1                | 22,427                   | 47.67                    | 1                        | 20,947                     | 44.89                      | -                          | 1,072                | 2.30                 | -                    | 2,401                 | 5.15                  | -                     | -                          | -                          | -                          | 1,480     | 3.17      | 46,667     | MI-2      |
| MI-3           | 1                | 15,750                   | 37.01                    | -                        | 21,233                     | 49.98                      | 1                          | 2,938                | 6.92                 | -                    | 2,562                 | 6.03                  | -                     | -                          | -                          | -                          | -5,477    | -12.89    | 42,483     | MI-3      |
| MI-4           | 1                | 20,084                   | 46.16                    | -                        | 21,402                     | 49.19                      | 1                          | -                    | -                    | -                    | 2,024                 | 4.65                  | -                     | -                          | -                          | -                          | -1,381    | -3.17     | 43,510     | MI-4      |
| MI-5           | 1                | 20,187                   | 47.72                    | 1                        | 18,173                     | 42.96                      | -                          | 1,980                | 4.68                 | -                    | 1,967                 | 4.65                  | -                     | -                          | -                          | -                          | 2,014     | 4.76      | 42,307     | MI-5      |
| MI-6           | 1                | 19,500                   | 43.16                    | -                        | 21,324                     | 47.19                      | 1                          | 2,070                | 4.58                 | -                    | 2,286                 | 5.06                  | -                     | -                          | -                          | -                          | -1,734    | -3.84     | 45,180     | MI-6      |
| MI-7           | 1                | 15,984                   | 46.57                    | 1                        | 15,723                     | 45.80                      | -                          | 1,842                | 5.37                 | -                    | 777                   | 2.26                  | -                     | -                          | -                          | -                          | 201       | 0.59      | 34,326     | MI-7      |
| MI-8           | 1                | 15,298                   | 44.55                    | -                        | 16,672                     | 48.55                      | 1                          | 1,149                | 3.35                 | -                    | 1,218                 | 3.35                  | -                     | -                          | -                          | -                          | -1,374    | -4.00     | 34,337     | MI-8      |
| MI-9           | 1                | 12,853                   | 43.36                    | -                        | 14,036                     | 47.35                      | 1                          | 1,062                | 3.58                 | -                    | 1,693                 | 5.71                  | -                     | -                          | -                          | -                          | -1,183    | -3.99     | 29,664     | MI-9      |
| MI-10          | 1                | 14,972                   | 47.91                    | 1                        | 14,370                     | 45.98                      | -                          | 1,167                | 3.73                 | -                    | 741                   | 2.37                  | -                     | -                          | -                          | -                          | 602       | 1.93      | 31,250     | MI-10     |
| MI-11          | 1                | 12,743                   | 35.16                    | -                        | 18,379                     | 50.75                      | 1                          | 3,143                | 8.68                 | -                    | 1,961                 | 5.41                  | -                     | -                          | -                          | -                          | -5,645    | -15.59    | 36,217     | MI-11     |
| MI-12          | 1                | 16,888                   | 42.68                    | -                        | 18,811                     | 50.06                      | 1                          | 1,023                | 2.59                 | -                    | 1,851                 | 4.68                  | -                     | -                          | -                          | -                          | -2,923    | -7.39     | 39,573     | MI-12     |
| Minnesota      | 9                | 100,920                  | 37.76                    | -                        | 122,823                    | 45.96                      | 9                          | 29,313               | 10.97                | -                    | 14,182                | 5.31                  | -                     | -                          | -                          | -                          | -21,903   | -8.20     | 267,238    | MN        |
| Mississippi    | 9                | 40,030                   | 76.22                    | 9                        | 1,398                      | 2.66                       | -                          | 10,118               | 19.27                | -                    | 973                   | 1.85                  | -                     | -                          | -                          | -                          | 29,912    | 56.95     | 52,519     | MS        |
| Missouri       | 17               | 268,400                  | 49.56                    | 17                       | 227,646                    | 42.03                      | -                          | 41,204               | 7.61                 | -                    | 4,333                 | 0.80                  | -                     | -                          | -                          | -                          | 40,754    | 7.52      | 541,583    | MO        |
| Montana        | 3                | 17,690                   | 39.79                    | -                        | 18,871                     | 42.44                      | 3                          | 7,338                | 16.50                | -                    | 562                   | 1.26                  | -                     | -                          | -                          | -                          | -1,181    | -2.66     | 44,461     | MT        |
| Nebraska       | 8                | 24,943                   | 12.46                    | -                        | 87,213                     | 43.56                      | 8                          | 83,134               | 41.53                | -                    | 4,902                 | 2.45                  | -                     | -                          | -                          | -                          | -4,079    | -2.04     | 200,192    | NE        |
| Nevada         | 3                | 714                      | 6.56                     | -                        | 2,811                      | 25.84                      | -                          | 7,264                | 66.78                | 3                    | 89                    | 0.82                  | -                     | -                          | -                          | -                          | -4,453    | -40.94    | 10,878     | NV        |
| New Hampshire  | 4                | 42,081                   | 47.11                    | -                        | 45,658                     | 51.11                      | 4                          | 293                  | 0.33                 | -                    | 1,297                 | 1.45                  | -                     | -                          | -                          | -                          | -3,577    | -4.00     | 89,329     | NH        |
| New Jersey     | 10               | 171,066                  | 50.67                    | 10                       | 156,101                    | 46.24                      | -                          | 985                  | 0.29                 | -                    | 8,134                 | 2.41                  | -                     | 1,337                      | 0.40                       | -                          | 14,965    | 4.43      | 337,623    | NJ        |
| New York       | 36               | 654,868                  | 48.99                    | 36                       | 609,350                    | 45.58                      | -                          | 16,429               | 1.23                 | -                    | 38,190                | 2.86                  | -                     | 17,956                     | 1.34                       | -                          | 45,518    | 3.41      | 1,336,793  | NY        |
| North Carolina | 11               | 132,951                  | 47.44                    | 11                       | 100,346                    | 35.80                      | -                          | 44,336               | 15.82                | -                    | 2,637                 | 0.94                  | -                     | -                          | -                          | -                          | 32,605    | 11.63     | 280,270    | NC        |
| North Dakota   | 3                | 0                        | 0.00                     | 1                        | 17,519                     | 48.50                      | 1                          | 17,700               | 49.01                | 1                    | 899                   | 2.49                  | -                     | -                          | -                          | -                          | -181      | -0.50     | 36,118     | ND        |
| Ohio           | 23               | 404,115                  | 47.53                    | 1                        | 405,187                    | 47.66                      | 22                         | 14,850               | 1.75                 | -                    | 26,012                | 3.06                  | -                     | -                          | -                          | -                          | -1,072    | -0.13     | 850,164    | OH        |
| Oregon         | 4                | 14,243                   | 18.15                    | -                        | 35,002                     | 44.59                      | 3                          | 26,965               | 34.35                | 1                    | 2,281                 | 2.91                  | -                     | -                          | -                          | -                          | -8,037    | -10.24    | 78,491     | OR        |
| Pennsylvania   | 32               | 452,264                  | 45.09                    | -                        | 516,011                    | 51.45                      | 32                         | 8,714                | 0.87                 | -                    | 25,123                | 2.50                  | -                     | 898                        | 0.09                       | -                          | -63,747   | -6.36     | 1,003,010  | PA        |
| Rhode Island   | 4                | 24,336                   | 45.75                    | -                        | 26,975                     | 50.71                      | 4                          | 228                  | 0.43                 | -                    | 1,654                 | 3.11                  | -                     | -                          | -                          | -                          | -2,639    | -4.96     | 53,196     | RI        |
| South Carolina | 9                | 54,680                   | 77.56                    | 9                        | 13,345                     | 18.93                      | -                          | 2,407                | 3.41                 | -                    | -                     | -                     | -                     | -                          | -                          | -                          | 41,335    | 58.63     | 70,504     | SC        |
| South Dakota   | 4                | 9,081                    | 12.88                    | -                        | 34,888                     | 49.48                      | 4                          | 26,544               | 37.64                | -                    | -                     | -                     | -                     | -                          | -                          | -                          | -8,344    | -11.83    | 70,513     | SD        |
| Tennessee      | 12               | 136,468                  | 51.36                    | 12                       | 100,537                    | 37.83                      | -                          | 23,918               | 9.00                 | -                    | 4,809                 | 1.81                  | -                     | -                          | -                          | -                          | 35,931    | 13.52     | 265,732    | TN        |
| Texas          | 15               | 239,148                  | 56.65                    | 15                       | 81,144                     | 19.22                      | -                          | 99,688               | 23.61                | -                    | 2,165                 | 0.51                  | -                     | -                          | -                          | -                          | 139,460   | 33.04     | 422,145    | TX        |
| Vermont        | 4                | 16,325                   | 29.26                    | -                        | 37,992                     | 68.09                      | 4                          | 44                   | 0.08                 | -                    | 1,424                 | 2.55                  | -                     | -                          | -                          | -                          | -21,667   | -38.83    | 55,796     | VT        |
| Virginia       | 12               | 164,136                  | 56.17                    | 12                       | 113,098                    | 38.70                      | -                          | 12,275               | 4.20                 | -                    | 2,729                 | 0.93                  | -                     | -                          | -                          | -                          | 51,038    | 17.46     | 292,238    | VA        |
| Washington     | 4                | 29,802                   | 33.88                    | -                        | 36,460                     | 41.45                      | 4                          | 19,165               | 21.79                | -                    | 2,542                 | 2.89                  | -                     | -                          | -                          | -                          | -6,658    | -7.57     | 87,969     | WA        |
| West Virginia  | 6                | 84,467                   | 49.37                    | 6                        | 80,292                     | 46.93                      | -                          | 4,167                | 2.44                 | -                    | 2,153                 | 1.26                  | -                     | -                          | -                          | -                          | 4,175     | 2.44      | 171,079    | WV        |
| Wisconsin      | 12               | 177,325                  | 47.72                    | 12                       | 171,101                    | 46.05                      | -                          | 10,019               | 2.70                 | -                    | 13,136                | 3.54                  | -                     | -                          | -                          | -                          | 6,224     | 1.68      | 371,581    | WI        |
| Wyoming        | 3                | -                        | -                        | -                        | 8,454                      | 50.52                      | 3                          | 7,722                | 46.14                | -                    | 530                   | 3.17                  | -                     | -                          | -                          | -                          | -732      | -4.37     | 16,735     | WY        |
| TỔNG CỘNG:     | 444              | 5,553,898                | 46.02                    | 277                      | 5,190,799                  | 43.01                      | 145                        | 1,026,595            | 8.51                 | 22                   | 270,889               | 2.24                  | -                     | 21,173                     | 0.18                       | -                          | 363,099   | 3.01      | 12,068,027 | US        |

### Tiểu bang sít sao
Các bang có cách biệt chiến thắng dưới 1% (35 phiếu đại cử tri):
1. California, 0,05% (147 phiếu)
2. Ohio, 0,13% (1.072 phiếu)
3. Bắc Dakota, 0,50% (181 phiếu)

Các bang có cách biệt chiến thắng giữa 1% và 5% (158 phiếu đại cử tri):
1. Indiana, 1,29% (7.125 phiếu)
2. Delaware, 1,35% (504 phiếu)
3. Wisconsin, 1,68% (6.224 phiếu)
4. Kansas, 1,81% (5.870 phiếu)
5. Nebraska, 2,04% (4.079 phiếu)
6. Tây Virginia, 2,44% (4.175 phiếu)
7. Montana, 2,66% (1.181 phiếu)
8. Illinois, 3,09% (26.993 phiếu)
9. Connecticut, 3,26% (5.363 phiếu)
10. New York, 3,41% (45.518 phiếu)
11. New Hampshire, 4,00% (3.577 phiếu)
12. Wyoming, 4,37% (732 phiếu)
13. New Jersey, 4,43% (14.965 phiếu)
14. Michigan, 4,52% (21.084 phiếu)
15. Đảo Rhode, 4,96% (2.639 phiếu)

Các bang có cách biệt chiến thắng giữa 5% và 10% (101 phiếu đại cử tri):
1. Iowa, 5,29% (23.428 phiếu)
2. Pennsylvania, 6,36% (63.747 phiếu)
3. Massachusetts, 6,65% (26.001 phiếu)
4. Missouri, 7,52% (40.754 phiếu)
5. Washington, 7,57% (6.658 phiếu)
6. Minnesota, 8,20% (21.903 phiếu)
7. Idaho, 9,90% (1.921 phiếu)
8. Maryland, 9,91% (21.130 phiếu)